# 香港會議展覽中心
香港會議展覽中心（英語：Hong Kong Convention and Exhibition Centre，縮寫HKCEC），簡稱會展，是香港的主要大型會議及展覽場地，位於香港島灣仔北填海區，是香港最著名的地標之一；由香港政府及香港貿易發展局共同擁有，由新創建集團的全資附屬機構香港會議展覽中心（管理）有限公司管理。每年舉辦7項亞洲最大規模及4項世界最大規模展覽，亦會舉行大型書展和演唱會。
2012年，香港會議展覽中心在《CEI Asia magazine》，第10度榮膺亞洲最佳會議展覽中心殊榮。同年，香港會議展覽中心在第23屆TTG旅遊業大獎中，第4度獲選為最佳會議及展覽中心殊榮。

## 工程結構/背景

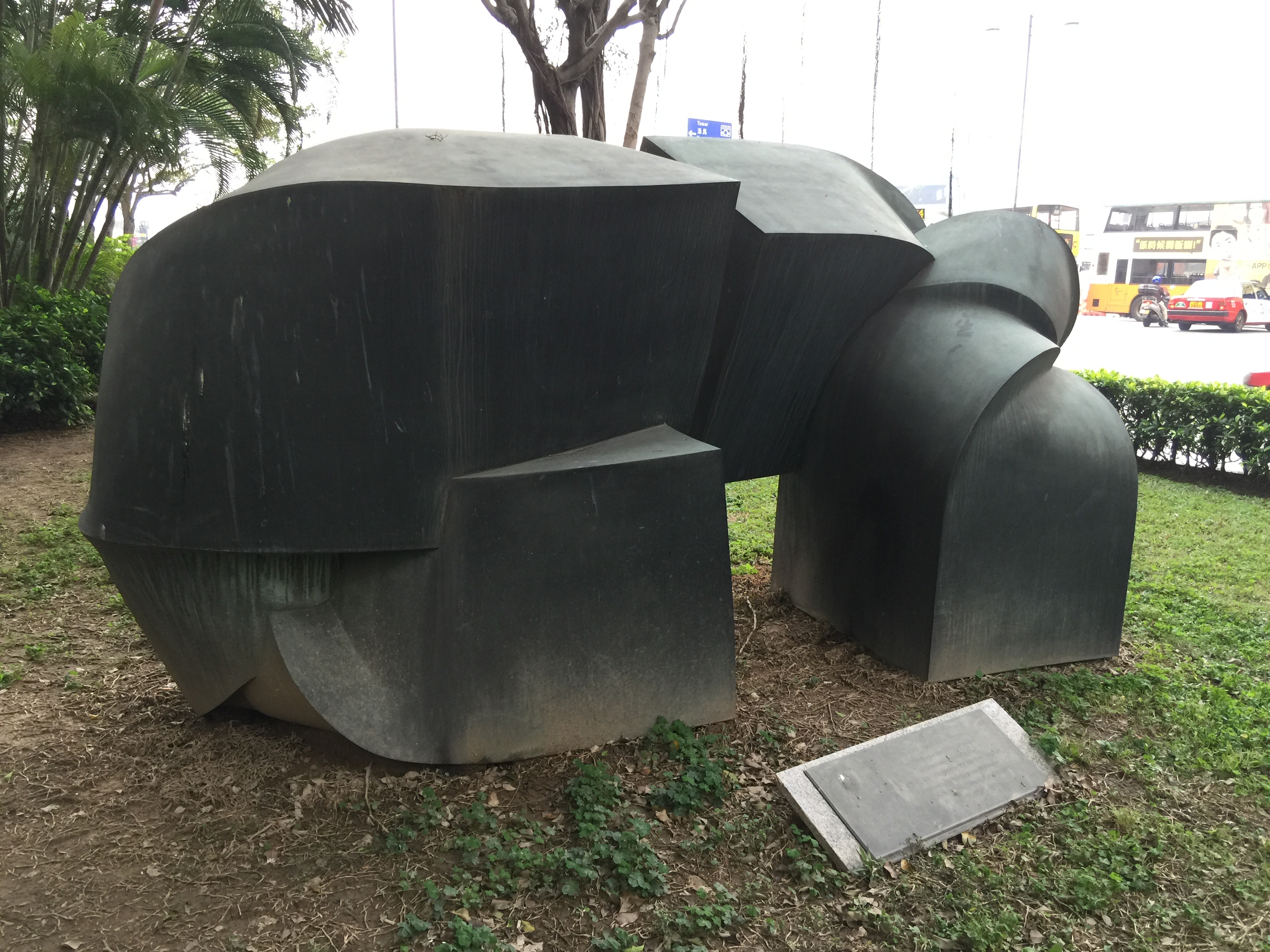
位於萬麗海景酒店旁的雕塑「會議」，是香港藝術家李福華的作品。

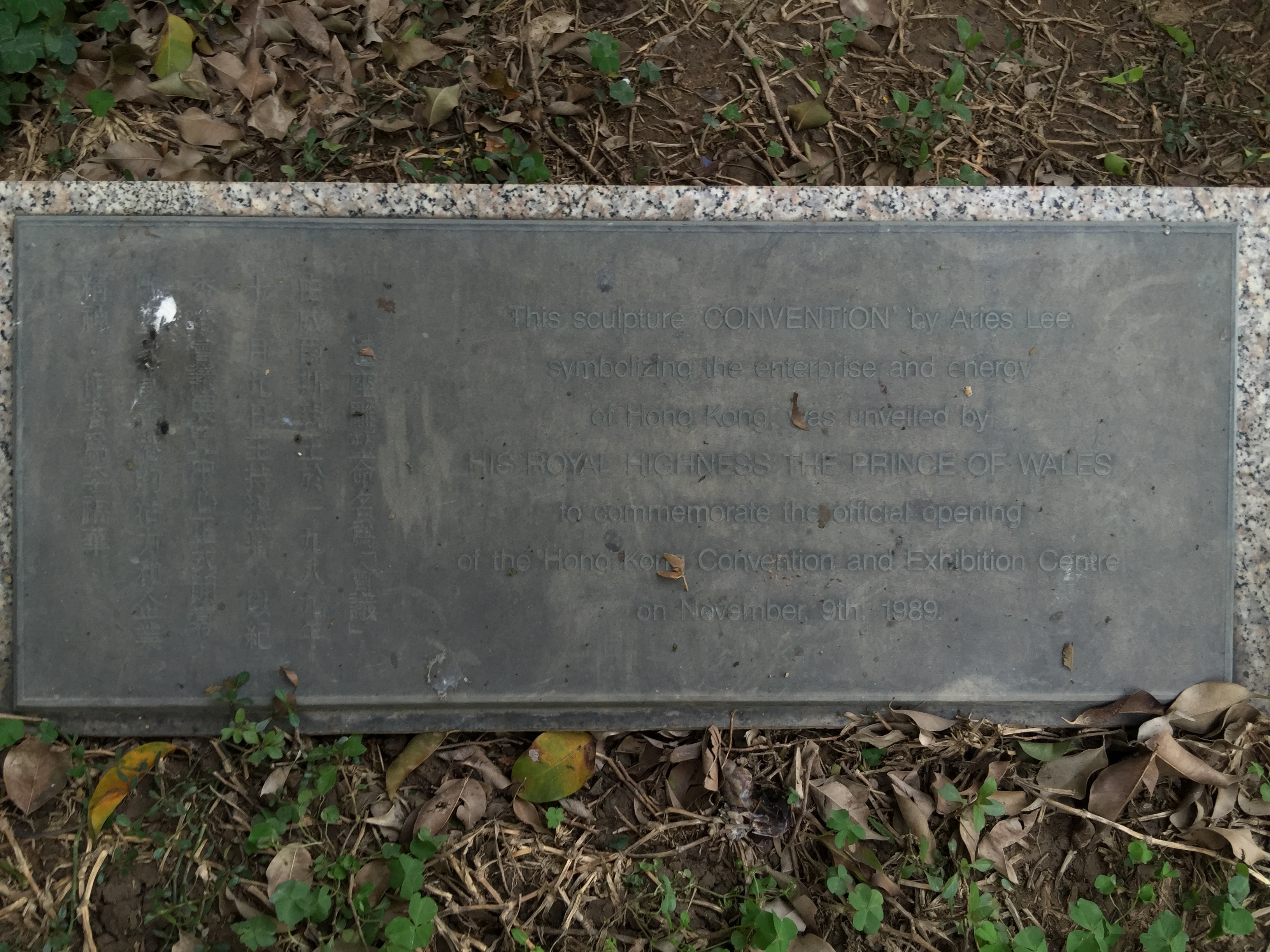
會展舊翼由時任英國皇儲查理斯王子（即英國國王查理斯三世）主持正式的開幕儀式。（詳文見下）

香港會議展覽中心是香港首個為會議及展覽而建的場地，因應不同時期而擴建，但每次擴建均不為之前的一期工程的考慮之列。

### 第1期
早於1970年代尾，港府已有意興建香港會議展覽中心，原訂建於尖東。然而，由於顧問公司認為選址並不合適，政府於1980年4月決定改於港灣道現址興建。
會展第1期（第2期落成後通稱「舊翼」）位於港灣道旁，由伍振民建築師事務所設計，建築成本為25億港元，於1988年11月25日由總督衛奕信爵士和衛奕信爵士夫人主持開幕典禮。待上蓋物業於1989年中相繼入伙後，1989年11月9日由時任英國皇儲查理斯王子（即英國國王查理斯三世）主持正式的開幕儀式。第1期樓高7層，設會議廳、演講廳1及2、會議中心行政中心、展覽廳5（今3F-3G）、會景餐廳及展覽廳7（今5F-5G）。2樓及4樓設會議室。
上蓋為會展廣場辦公大樓、萬麗海景酒店、服務式住宅會景閣及香港君悅酒店。
當時會展向維港一面更設全世界面積最大的玻璃幕牆，唯經歷1997年第1次擴建及於2007年至2009年進行的第2次擴建，玻璃幕牆的範圍缩小了很多。

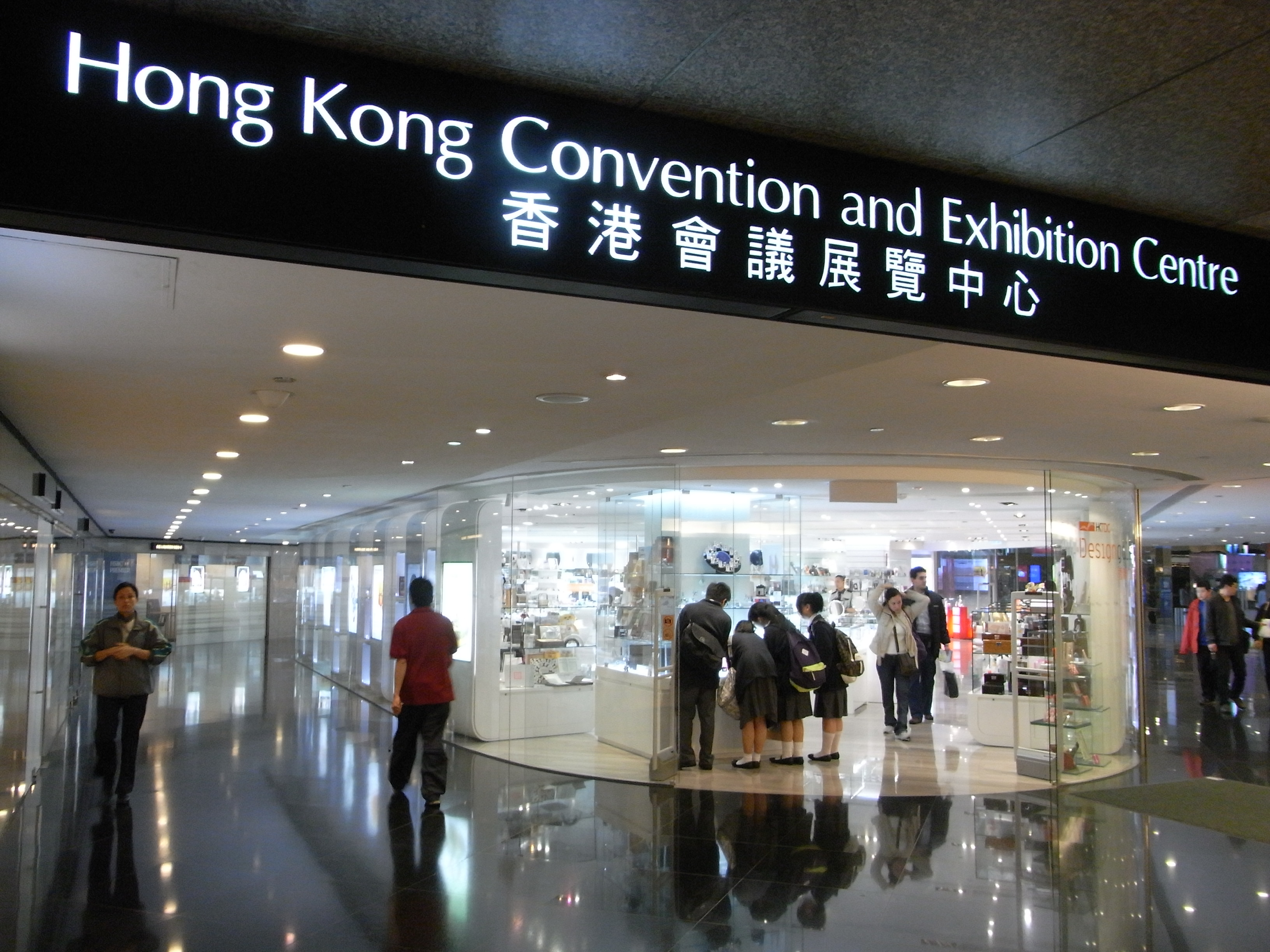
設計廓
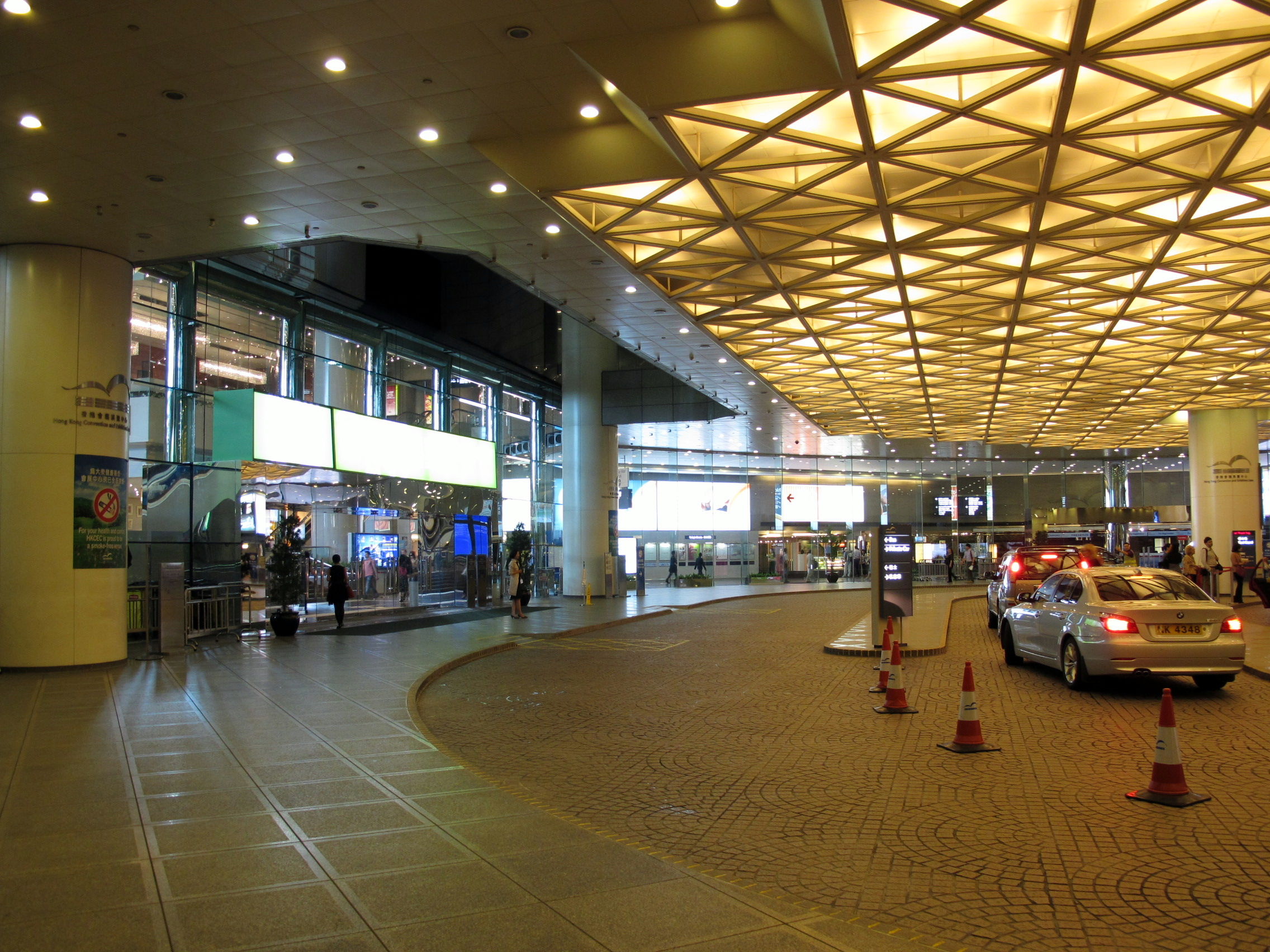
上落客車區
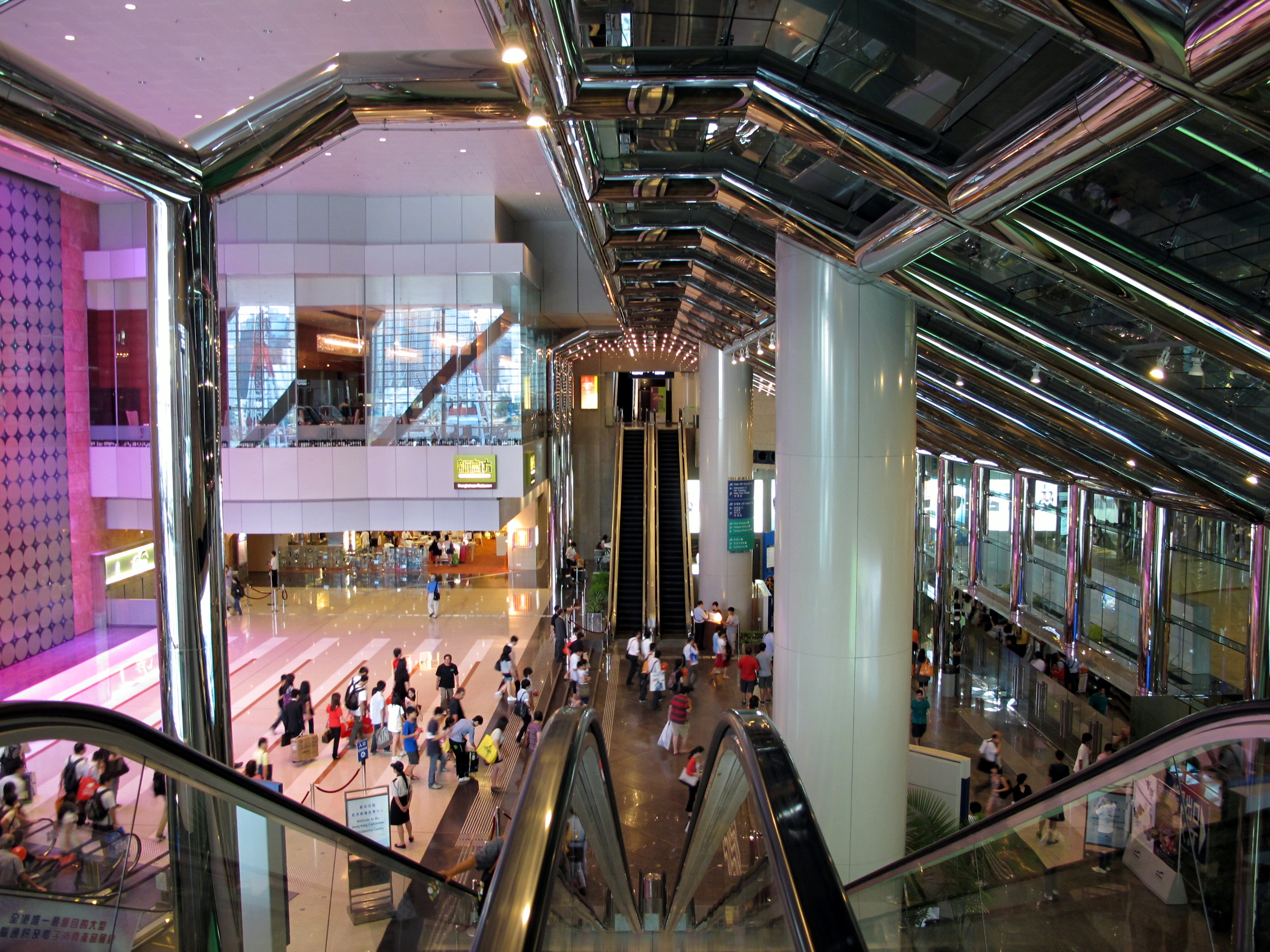
連接新翼及舊翼的通道
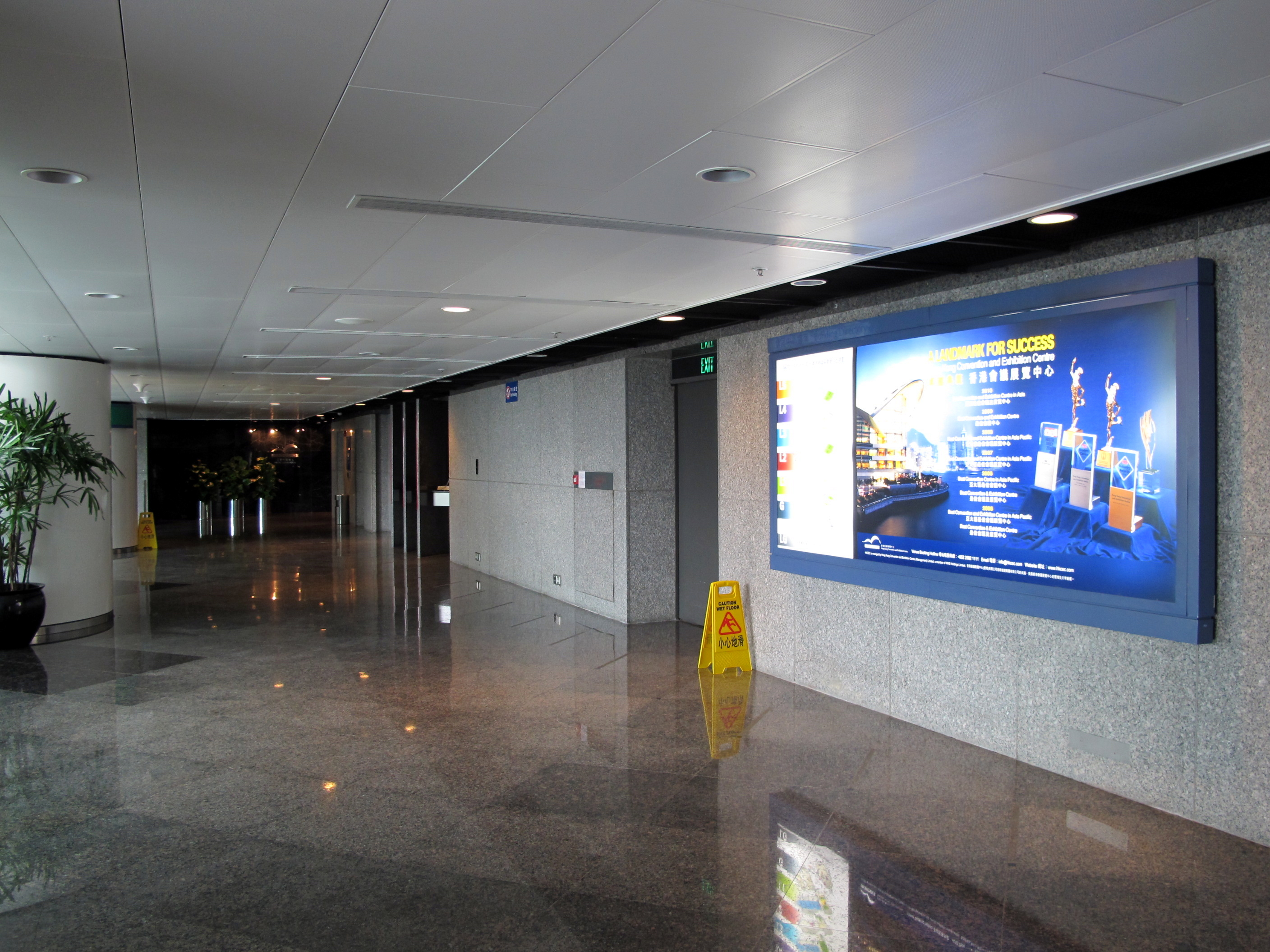
2樓通道
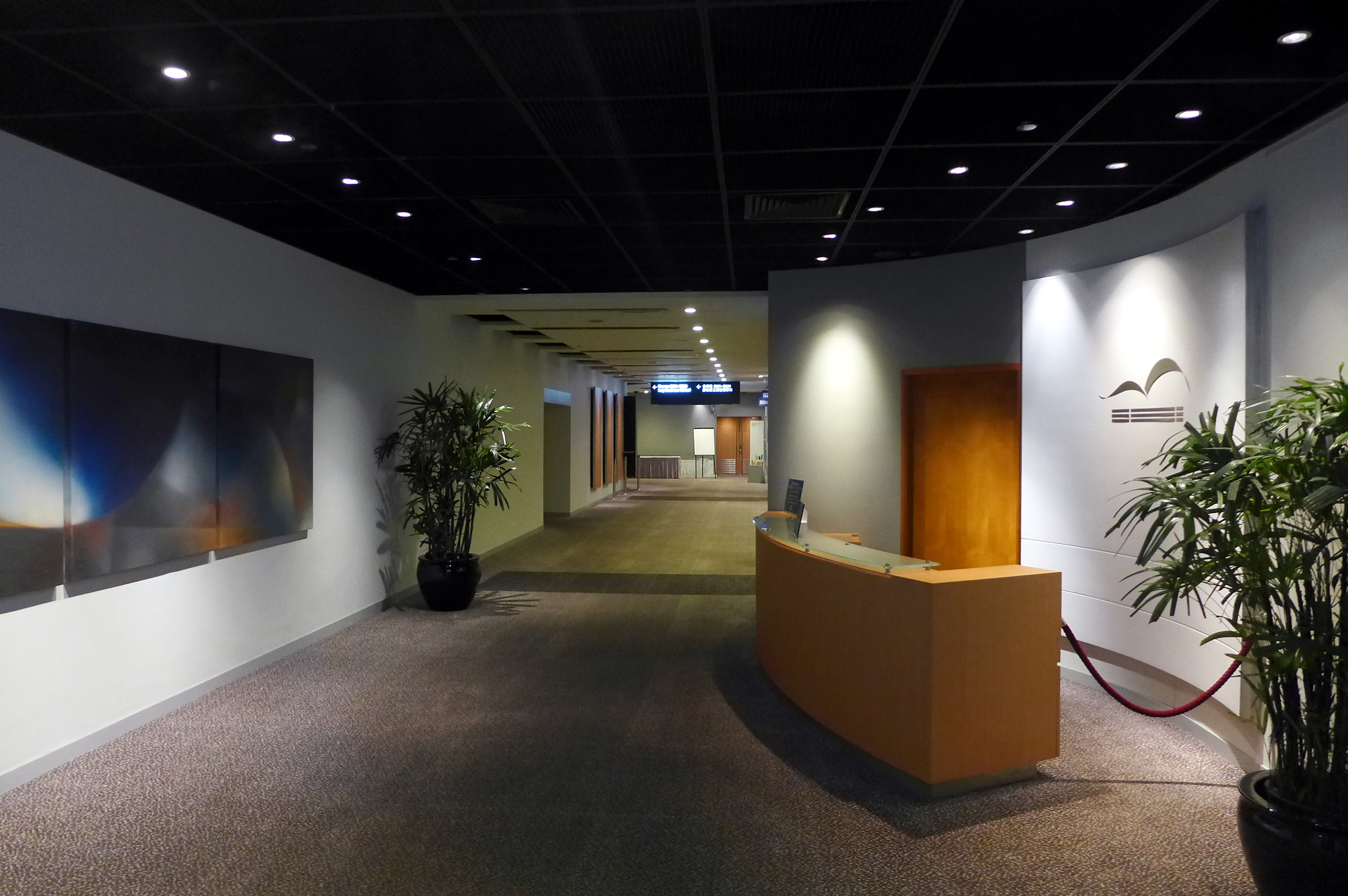
3樓通道往毅偉商學院亞洲分校-鄭裕彤工商管理學院
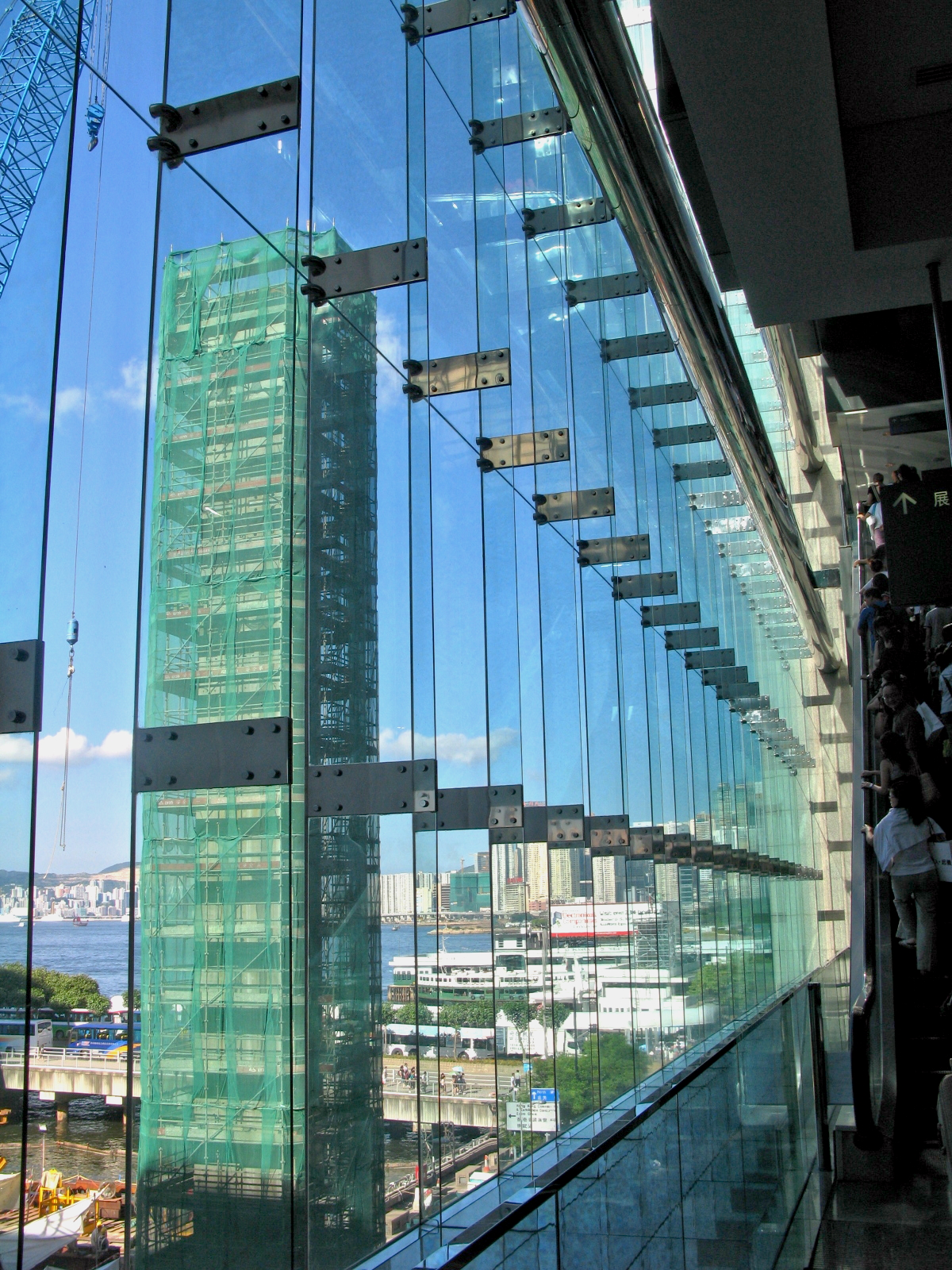
玻璃幕牆，於2009年擴建時被拆卸

### 第2期
1994年至1997年，會展耗資48億港元進行第2期（通稱「新翼」）擴建，將建築面積加倍。第2期會展在維多利亞港上一個面積為6.5公頃的人工島上建成，由王歐陽香港有限公司及芝加哥Skidmore, Owings & Merrill Inc負責建築設計。會展2期的屋頂以4萬平方呎的鋁合金造成，形狀像是一隻飛鳥。1、2期會展之間以1條110米，橫跨海面的架空行人道連接。二期的新設施中，包括擁有30米高玻璃幕牆、180度海景的會議前廳；和可以容納4,300人進行大型會議、大型宴會、展覽及特別項目的大會堂。第2期在1997年6月14日進行亮燈儀式。
會展2期向海一面對開為灣仔臨時海濱花園、香港動漫海濱樂園、香港回歸祖國紀念碑及金紫荊廣場，放有象徵香港主權移交的金紫荊雕像，亦是每天舉行升旗儀式的地方。

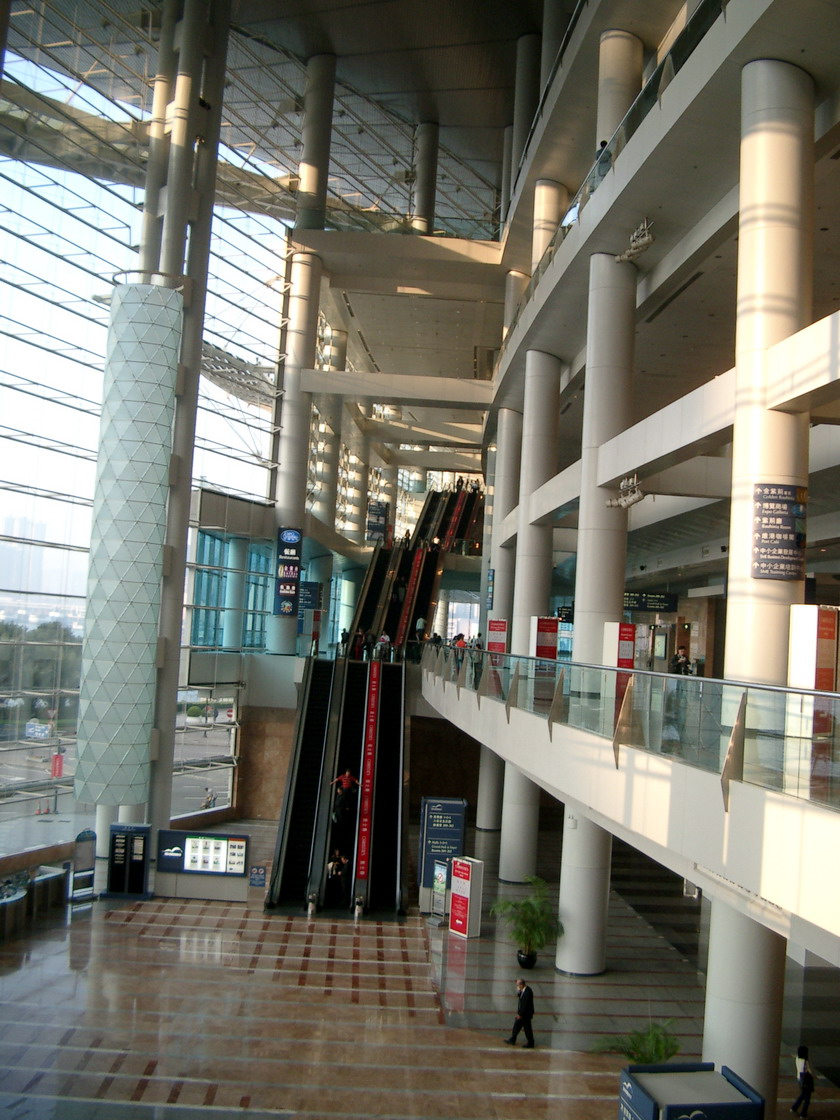
會展新翼內部中庭北面（2005年11月）
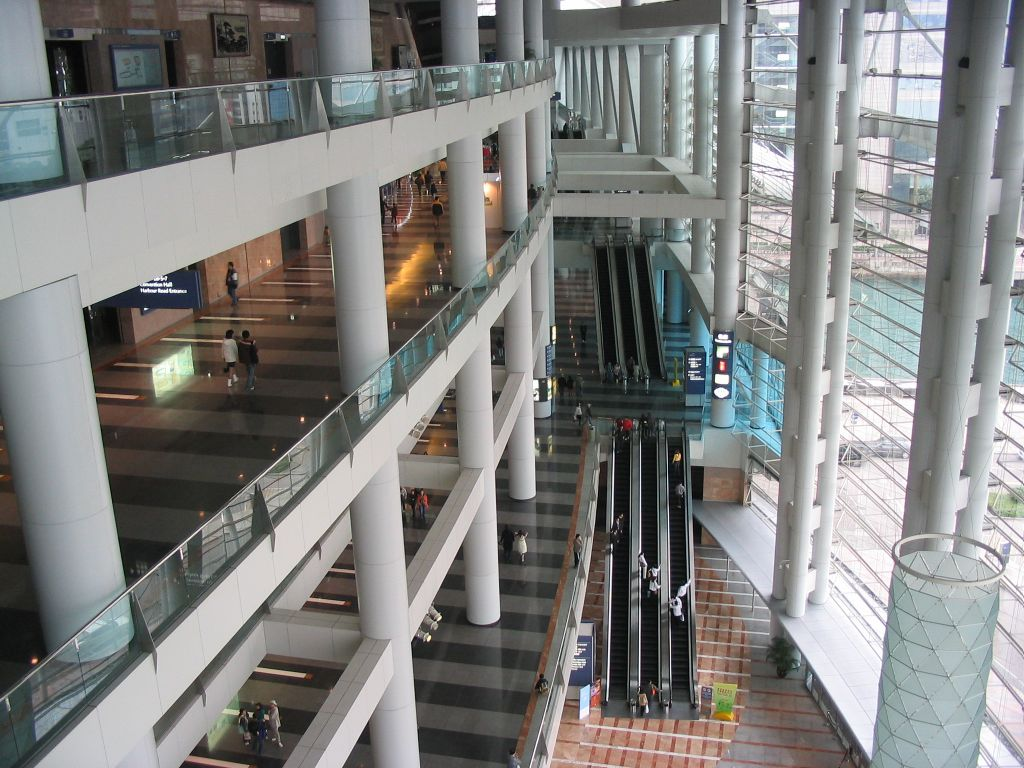
會展新翼內部中庭南面（2005年10月）
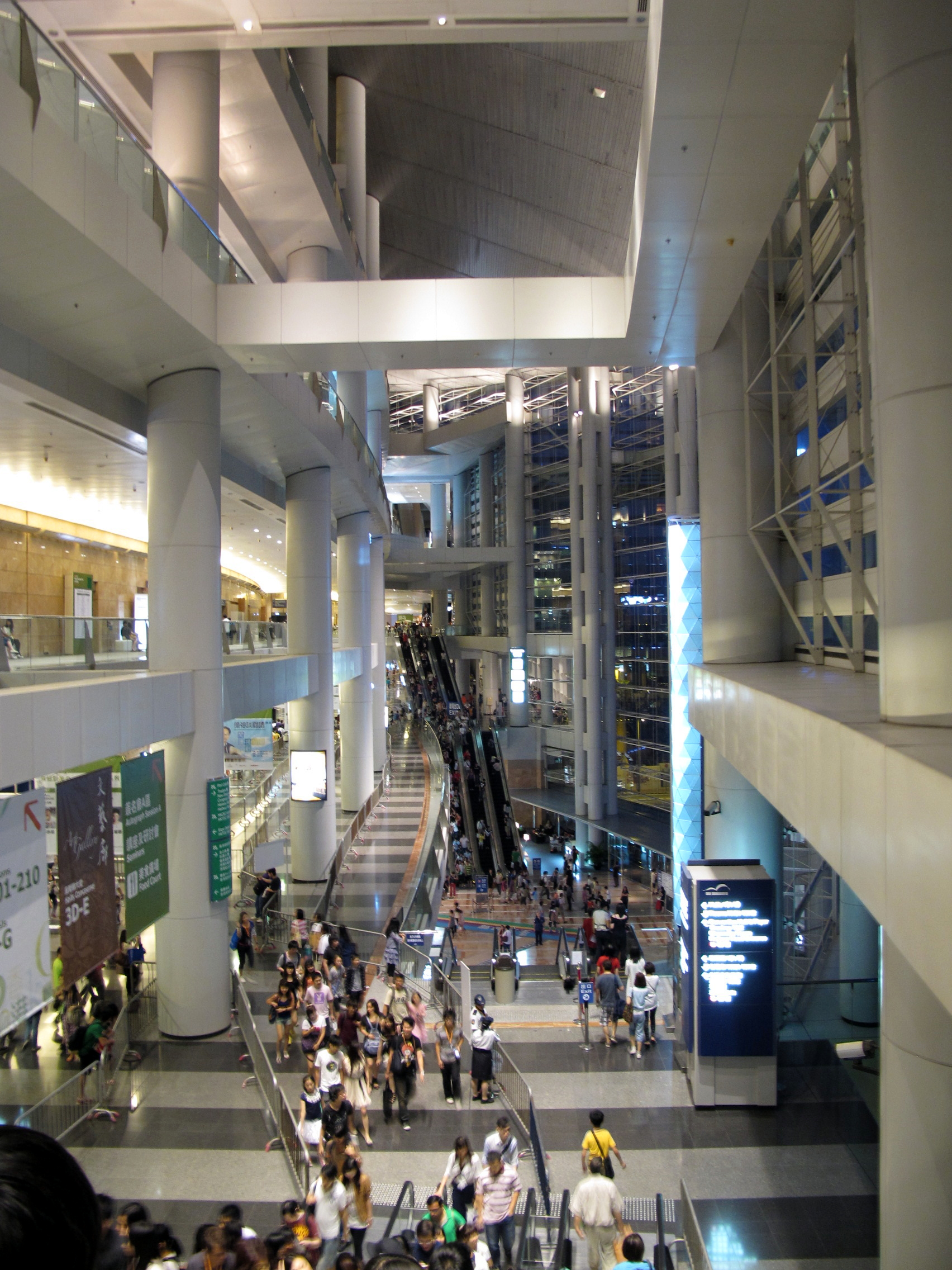
會展新翼內部中庭 （2011年7月）
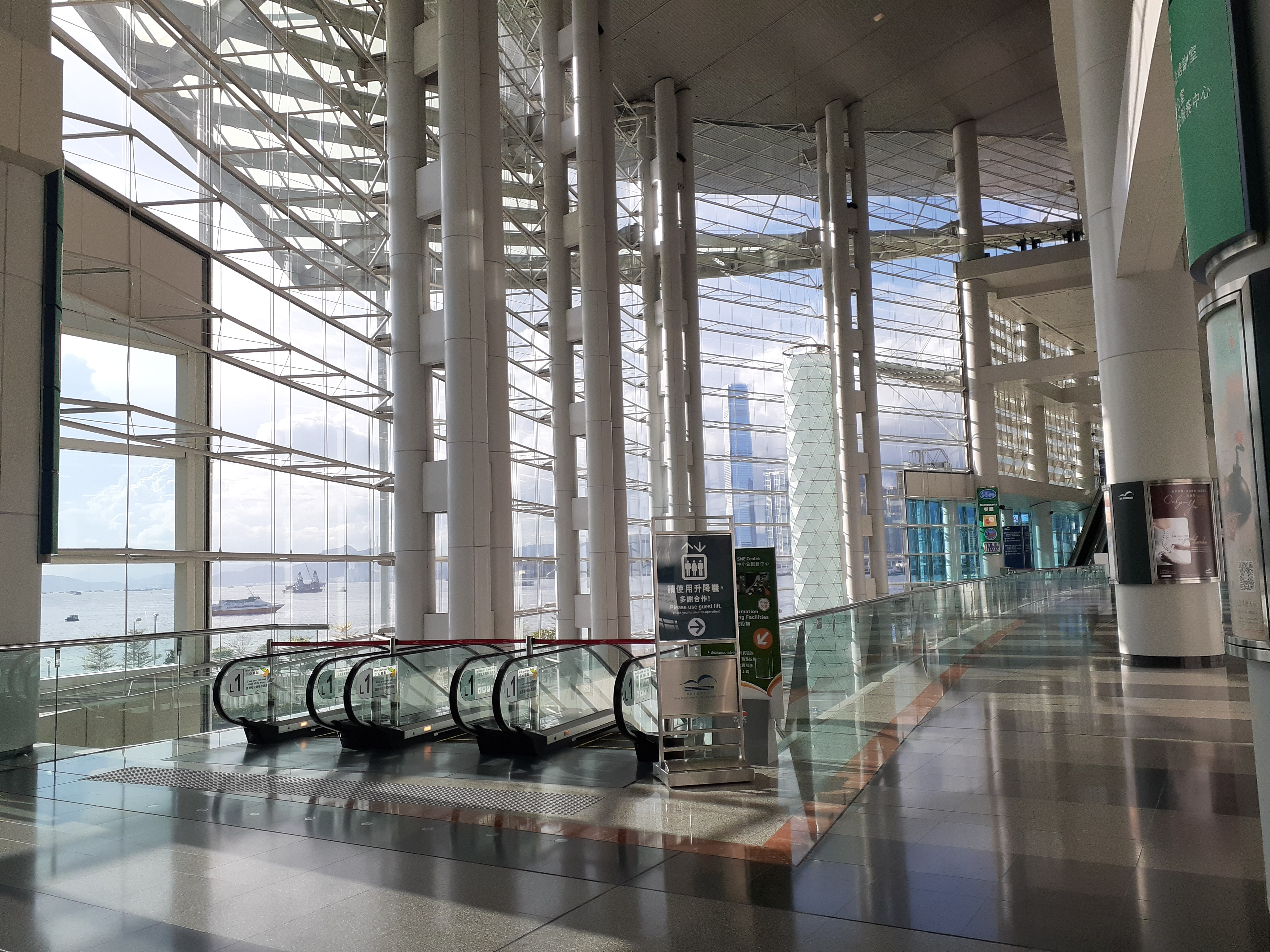
會展新翼內部中庭 （2021年9月）
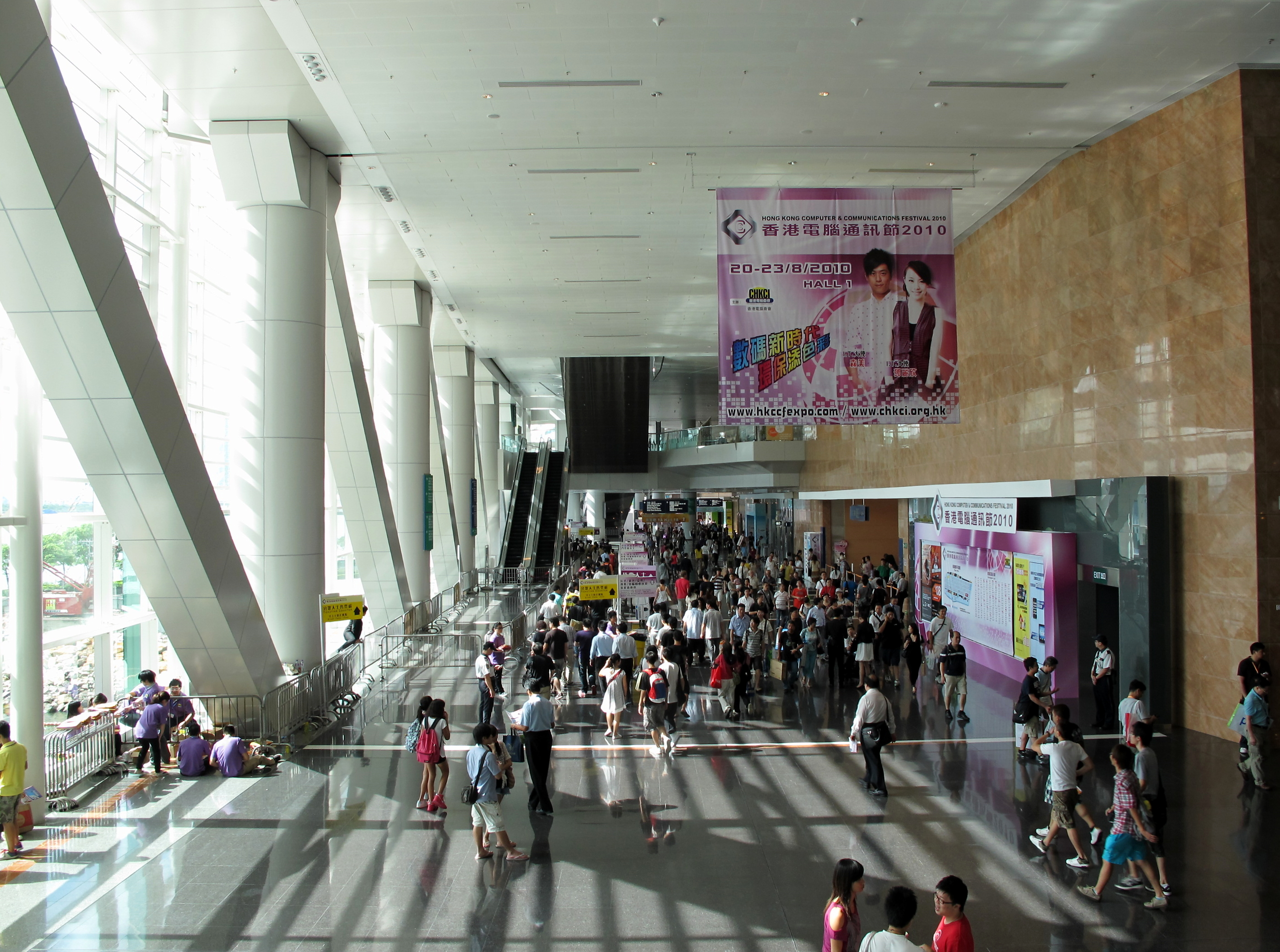
會展新翼架空行人道（2010年8月）
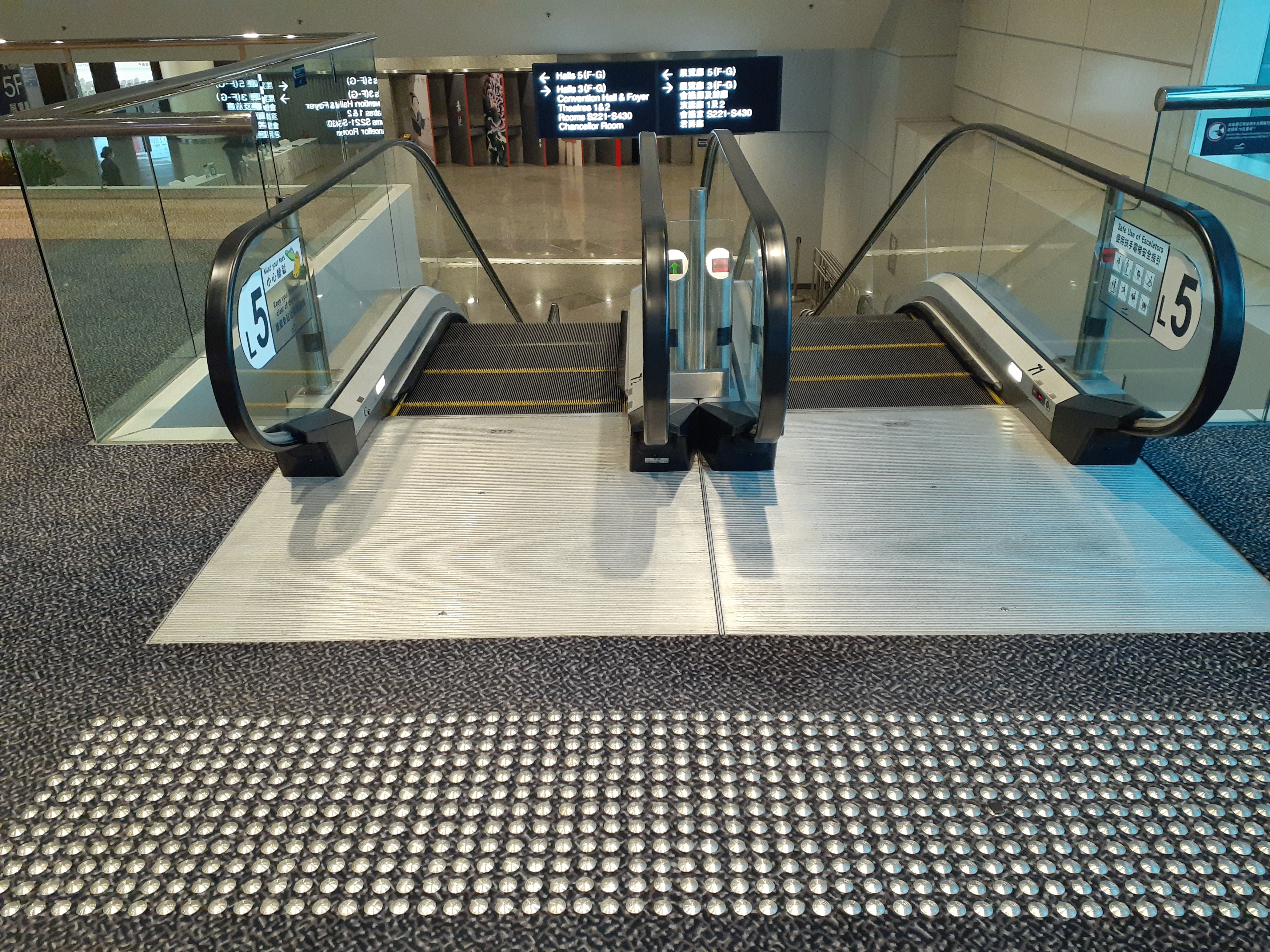
會展新翼架空行人道（2021年4月）
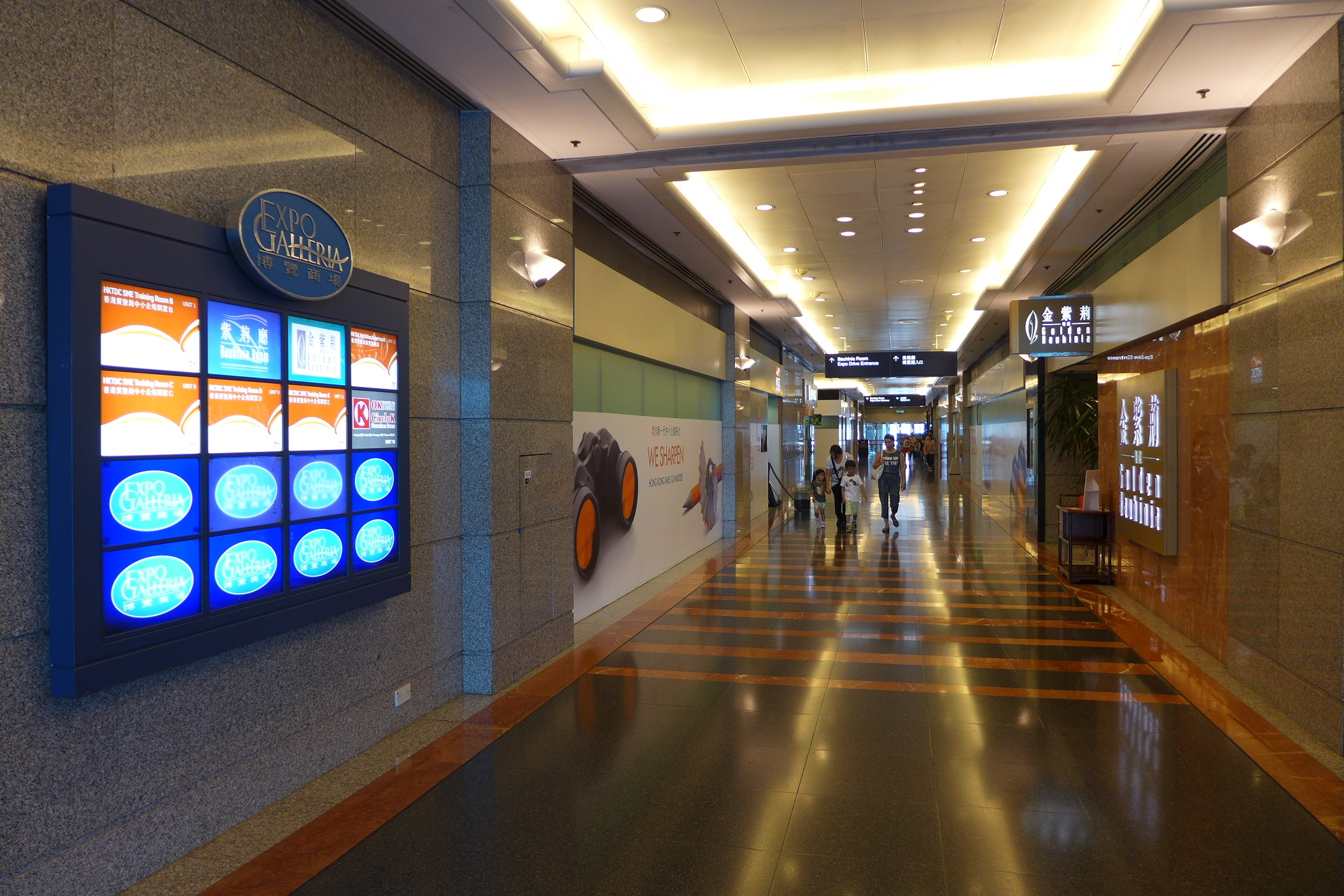
地下博覽商場
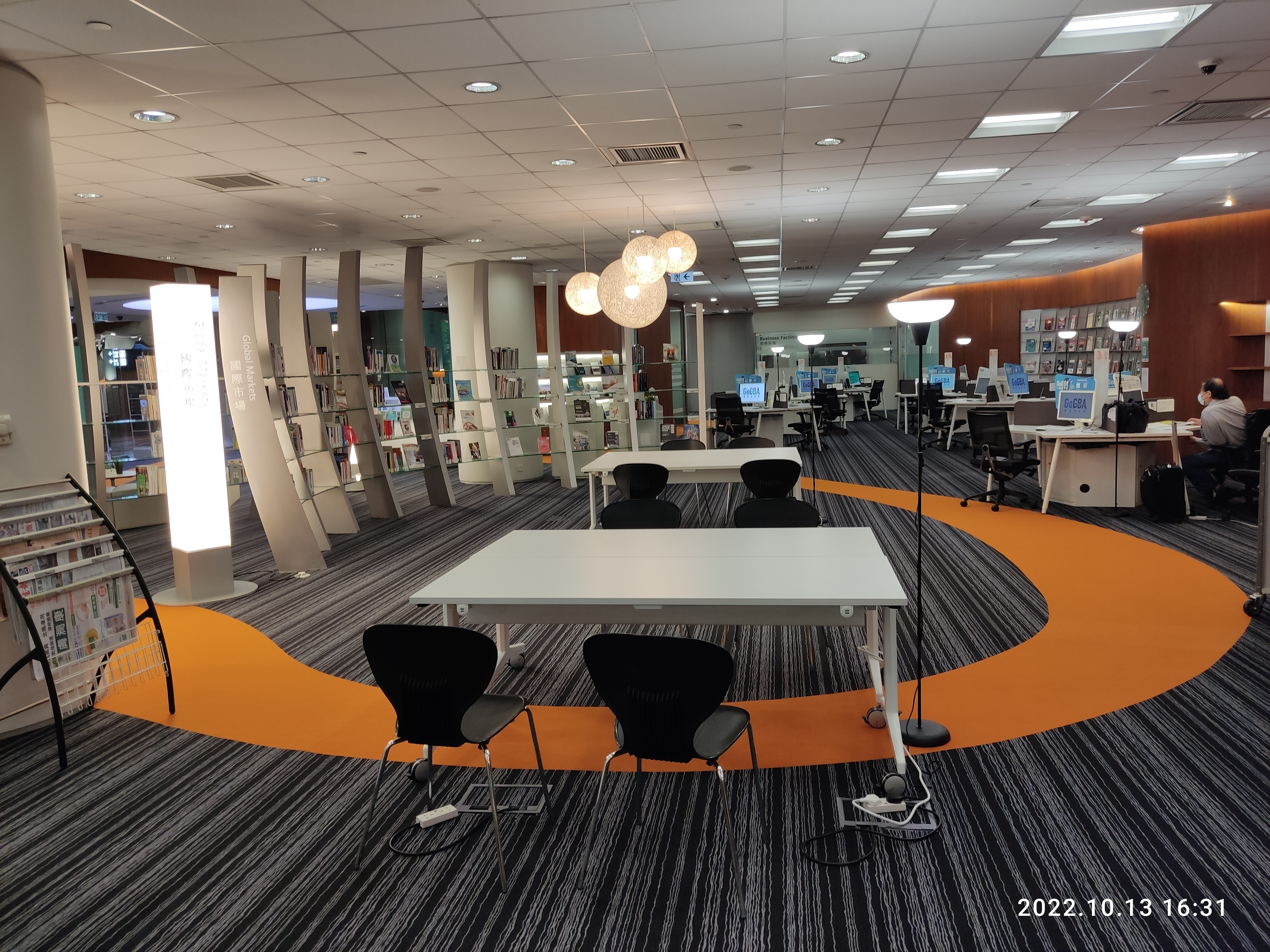
中小企支援中心
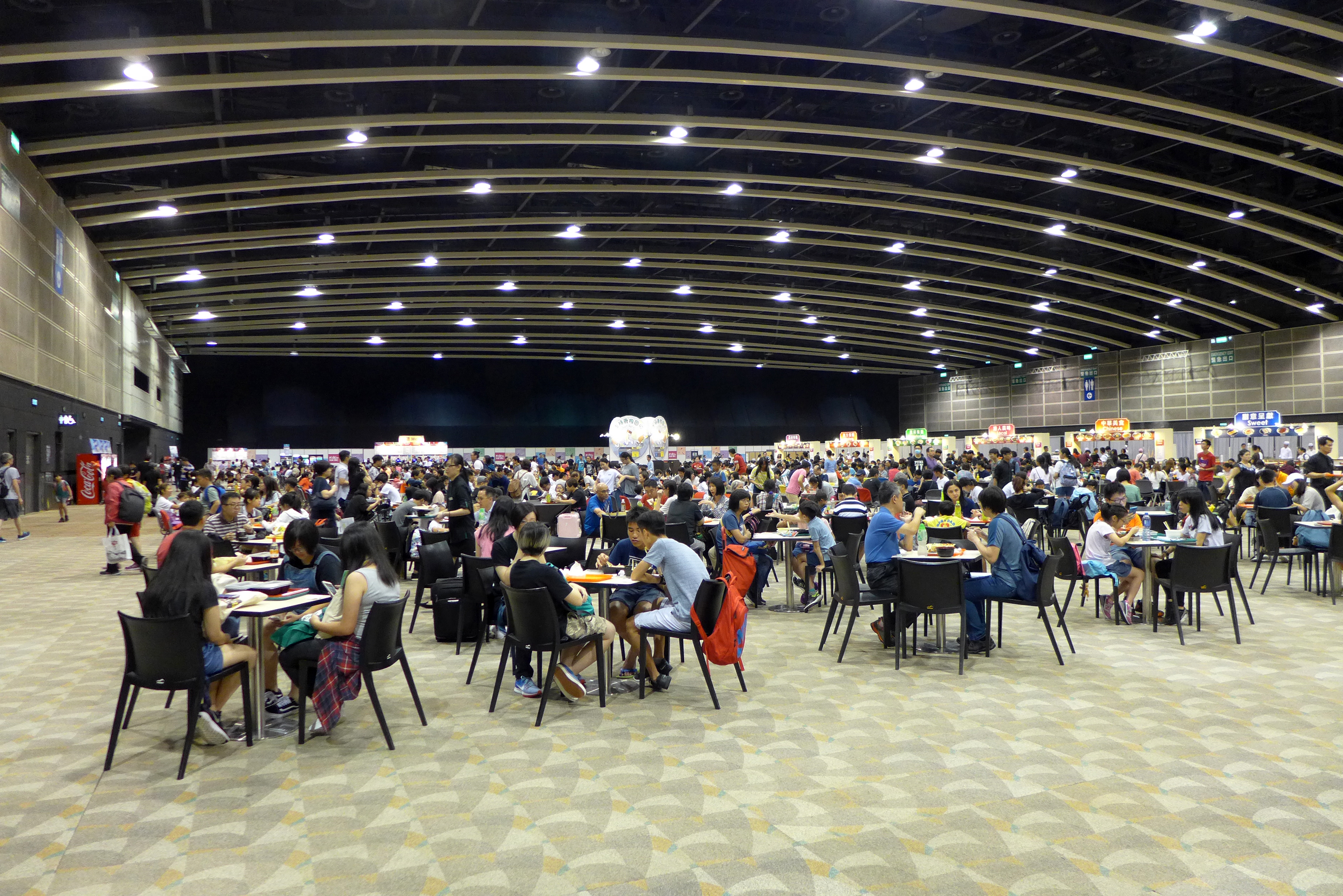
5樓5C展覽廳
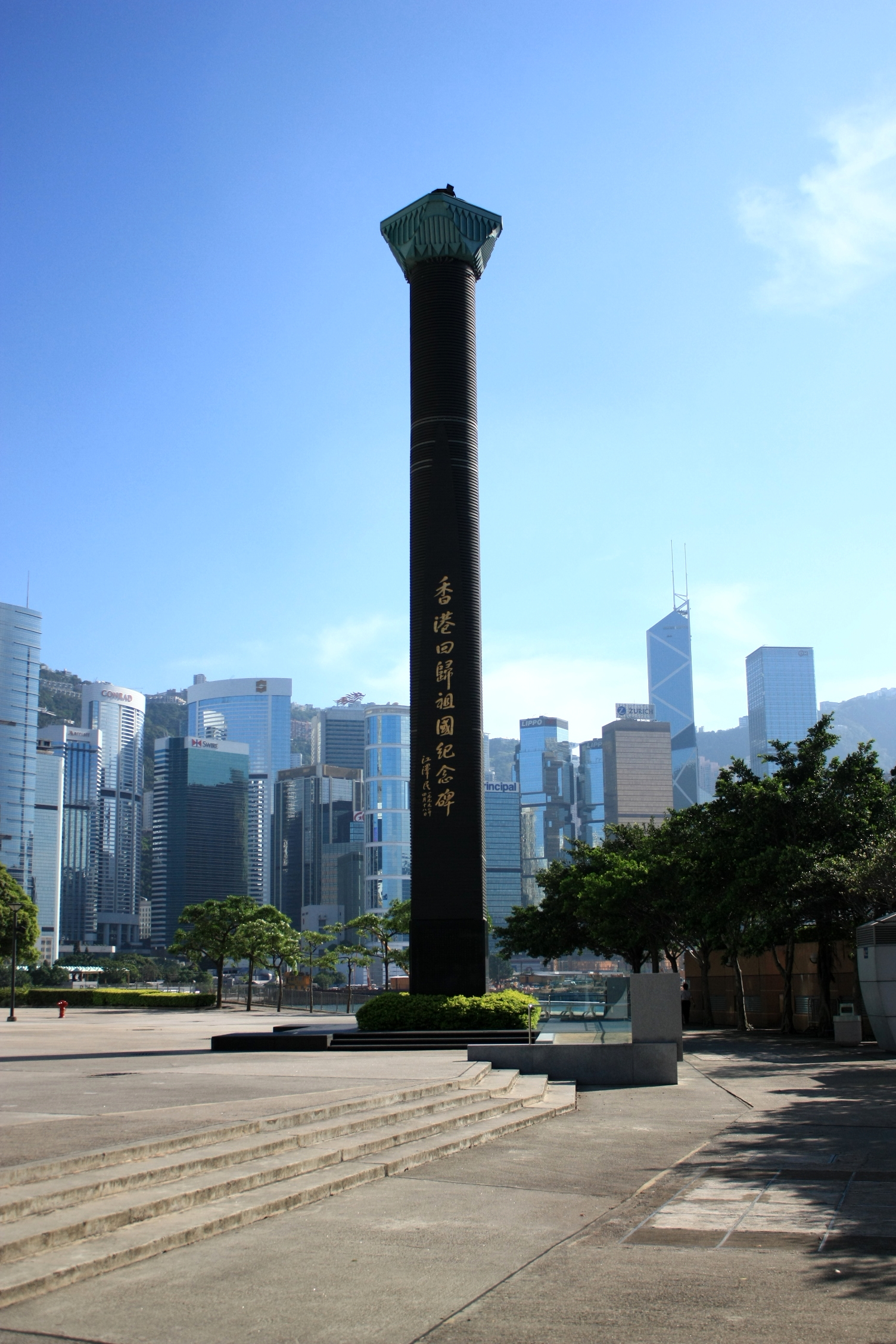
香港回歸祖國紀念碑

### 中庭擴建

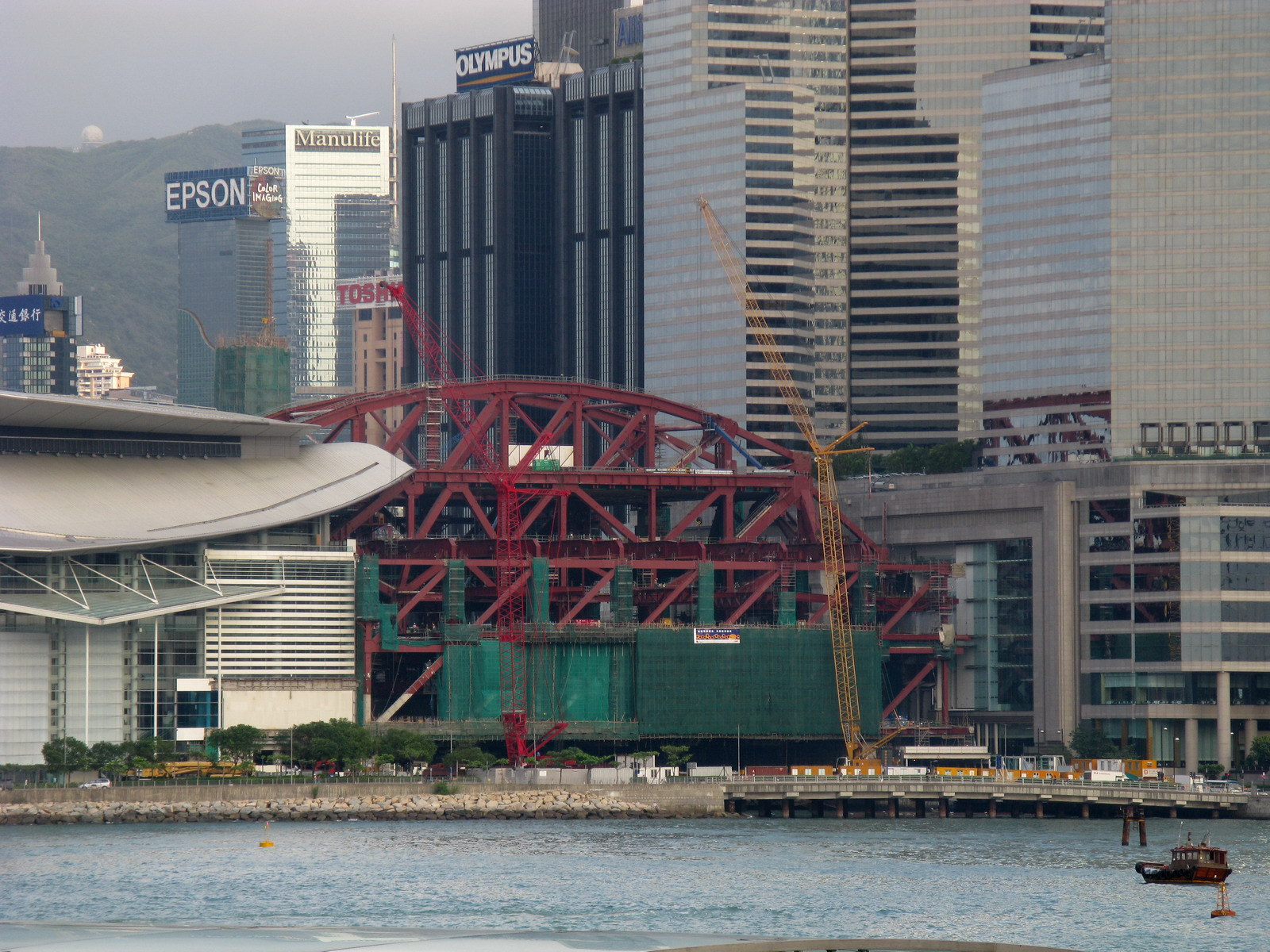
進行中的香港會議展覽中心中庭擴建工程（2008年10月）

為應付需求的增長，會展在2006年中展開工程，擴建在第一至第二期之間的中庭，提供額外19,200平方米展覽面積。工程同樣由王歐陽香港有限公司負責建築設計。
因為灣仔發展計劃第2期受阻的關係，擴建部分並沒有填海，需採用反傳統的由上而下「倒吊」式興建，並需採用相等於興建中環國金二期的2.8萬噸鋼鐵以確保負重；由於工程不能影響會展日常運作，故要興建臨時天橋連接一期及二期。
新翼「展覽廳1」擴建為會展最大的展館，佔地7,200平方米。新翼的「展覽廳2」、舊翼「展覽廳5」及中庭擴建部份合併為「展覽廳3」，最多可放1386個標準展位。新翼「展覽廳3」、舊翼「展覽廳7」及中庭擴建部份合併為「展覽廳5」，佔地5,000平方米。由2008年8月6日至2008年9月14日連接新翼舊翼的室內行人通道因擴建工程關係暫停開放。擴建工程於2009年4月10日完成。而隨著中環灣仔繞道落成和會議道連接至龍和道，兩條灣仔北的主要公路在中庭地下穿過。

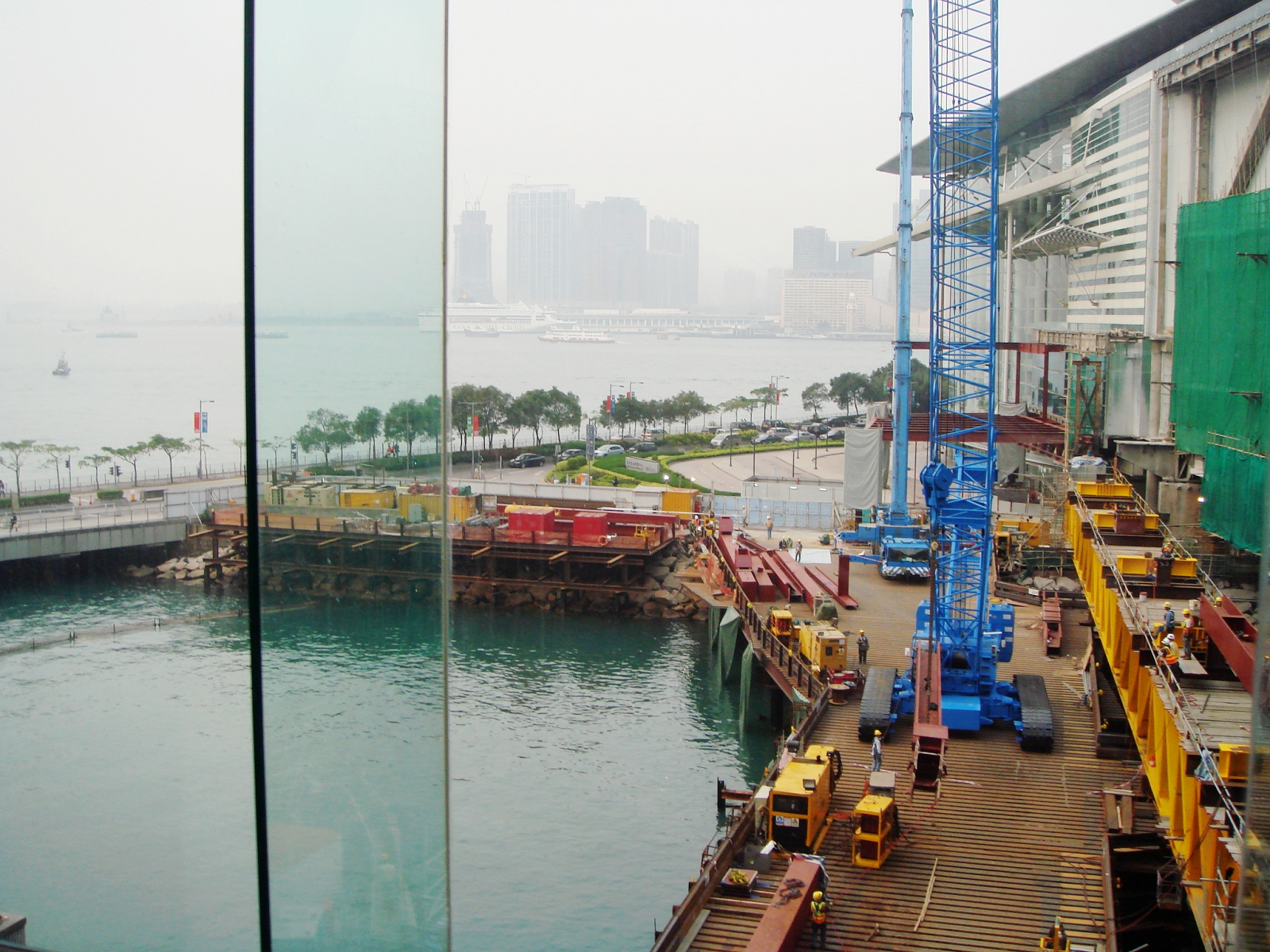
展覽廳中庭擴建（左）
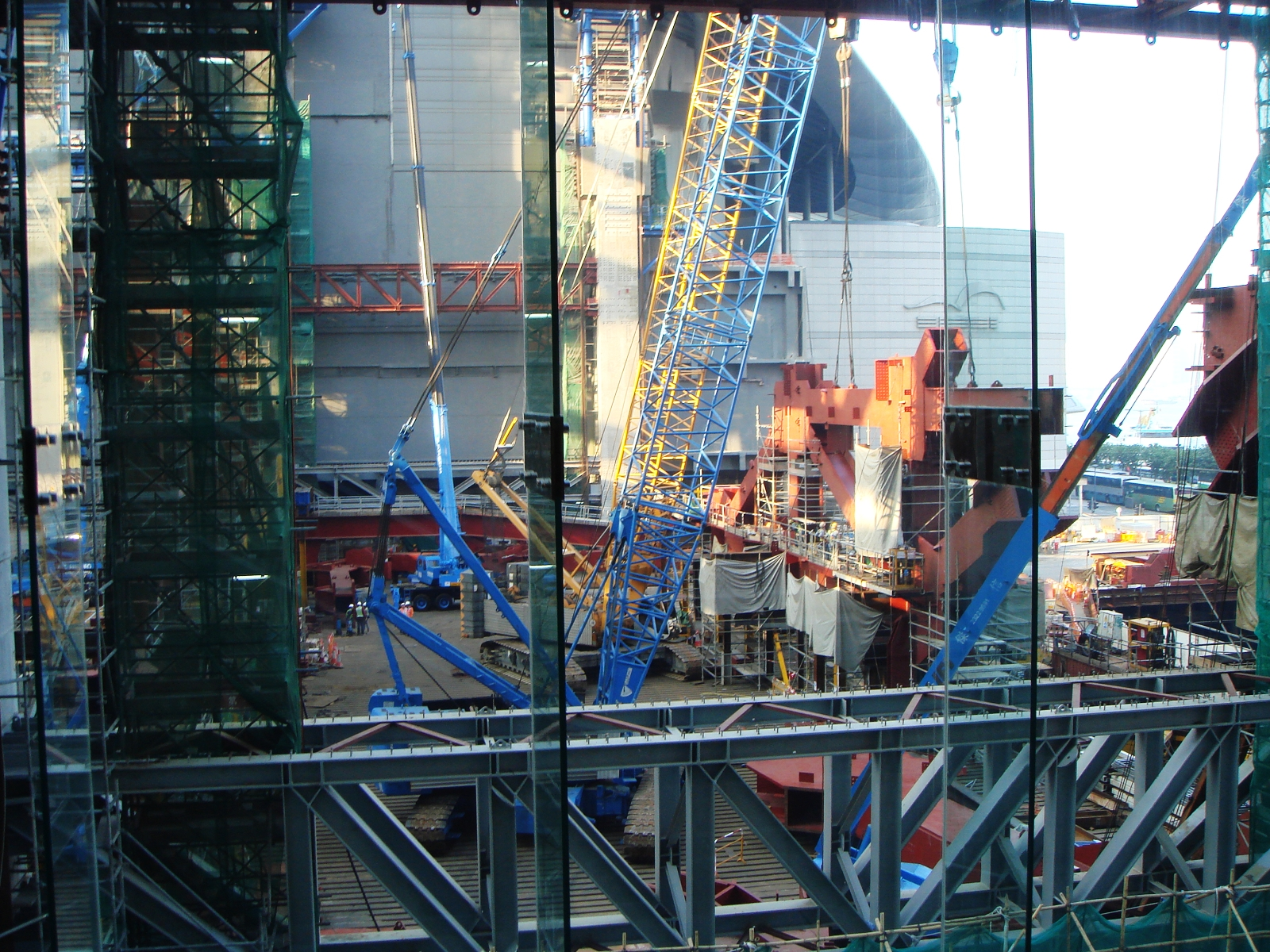
展覽廳中庭擴建（右）
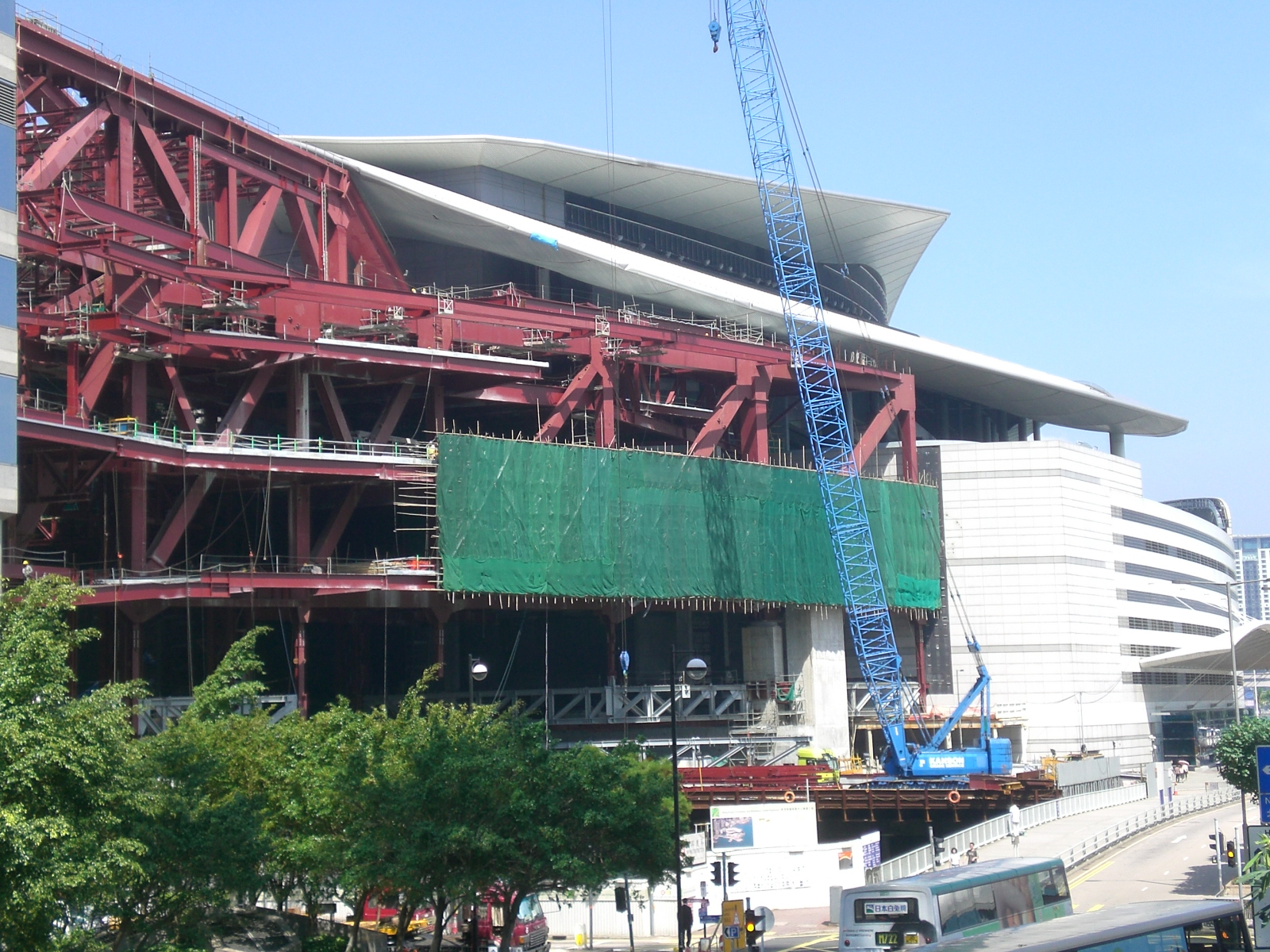
從另一角度看進行中的香港會議展覽中心中庭擴建工程
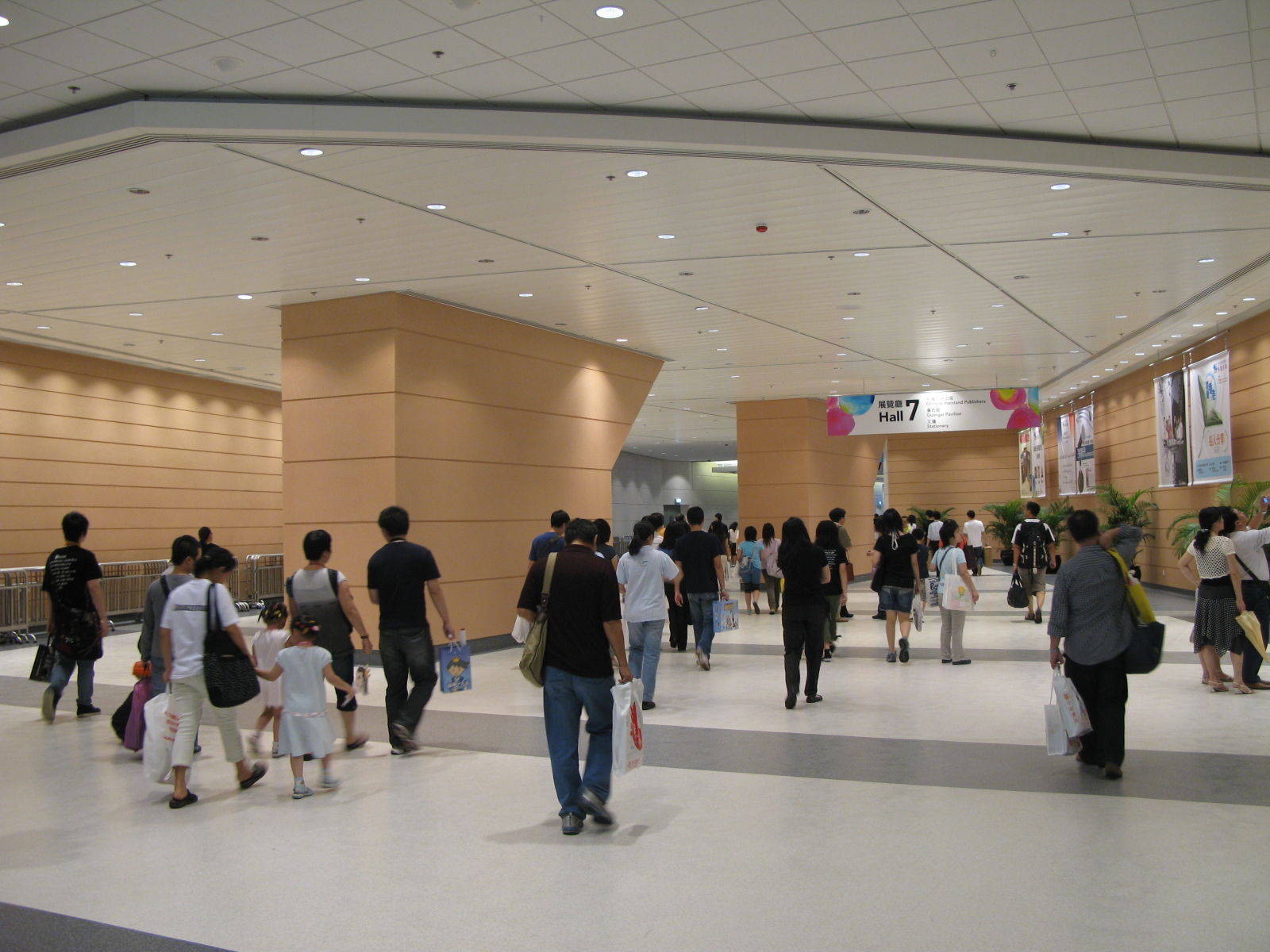
來往新翼舊翼的臨時室內行人通道
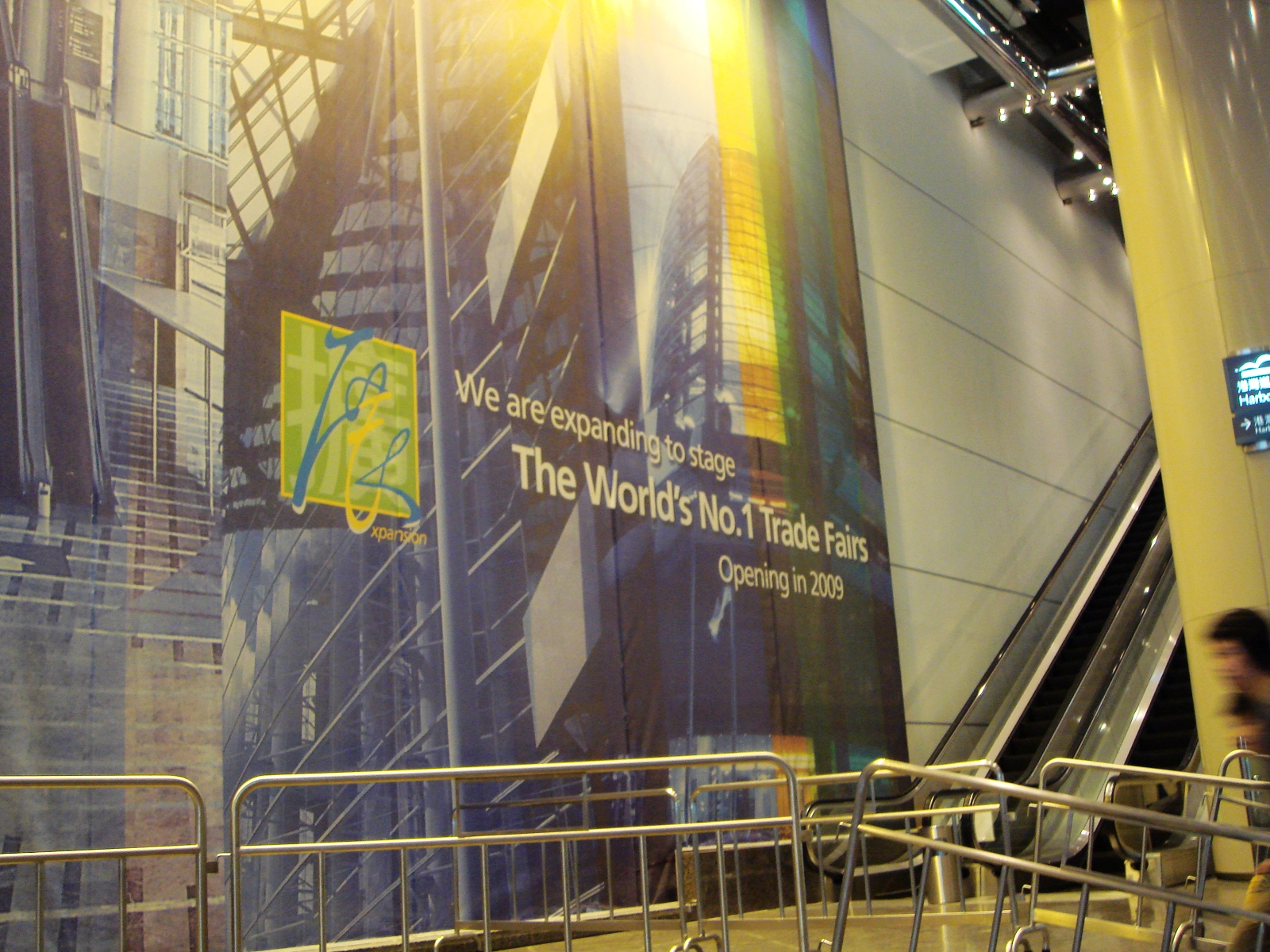
工程於2009年完成

### 現時展覽廳
各展覽廳重新命名如下：
| 舊命名            | 2009年新命名    | 備註                 |
| ----------------- | --------------- | -------------------- |
| 展覽廳 1A         | 展覽廳 1A       |                      |
| 展覽廳 1B         | 展覽廳 1B       |                      |
| 展覽廳 1C         | 展覽廳 1C       |                      |
| 展覽廳 1 擴建部份 | 展覽廳 1D       |                      |
| 展覽廳 1 擴建部份 | 展覽廳 1E       |                      |
| 展覽廳 2A         | 展覽廳 3B       |                      |
| 展覽廳 2B         | 展覽廳 3C       |                      |
| 展覽廳 2 擴建部份 | 展覽廳 3D       |                      |
| 展覽廳 2 擴建部份 | 展覽廳 3E       |                      |
| 展覽廳 5B         | 展覽廳 3F       |                      |
| 展覽廳 5A         | 展覽廳 3G       |                      |
| 展覽廳 3          | 展覽廳 5BC      | 最多可安放8000個座位 |
| 展覽廳 3 擴建部份 | 展覽廳 5D       |                      |
| 展覽廳 3 擴建部份 | 展覽廳 5E       |                      |
| 展覽廳 7B         | 展覽廳 5F       |                      |
| 展覽廳 7A         | 展覽廳 5G       |                      |
| 會議室 201-212    | 會議室 N101-112 |                      |
| 會議室 301-312    | 會議室 N201-212 |                      |
| 會議室 401-410    | 會議室 S221-230 |                      |
| 會議室 601-610    | 會議室 S421-430 |                      |

### 第3期
香港會議展覽中心於2003年向政府提議興建第3期，建議在未來的灣仔填海區擴建。由於灣仔填海計劃受到阻礙，此項建議未能夠實施。香港政府一直有研究擴建會展，選址除了位於灣仔的兩幢政府大樓、灣仔碼頭巴士總站，還有一直被灣仔區議會反對的灣仔運動場。
2007年1月，香港政府重新規劃第3期的工程，由於選址必須與第1期及第2期相連，所以預料第3期的選址會是灣仔運動場，而且面積亦夠大；預計於2015年或者之前可以落成啟用，而原先的灣仔運動場擬於銅鑼灣掃桿埔重新設置。2010年代，基於啟德體育城落實於2021年前落成，屆時香港大球場將會取代灣仔運動場成為灣仔區公眾及學界運動會場地，意味著灣仔運動場有機會騰空作為擴建用地。
至2012年，落成逾2年的中庭範圍使用率飽和；於2011年，11個展覽檔期及所有場地均被全數租用，令到一些展覽需要使用停車場或者於會議室舉行，影響了招攬其他大型會議，全年被逼推掉了50個展覽及150個會議。2013年1月9日，商務及經濟發展局局長蘇錦樑在立法會回答立法會議員質詢時表示，於過去3年，香港會議展覽中心因為場地使用飽和，被逼拒絕了共44個展覽申請，當中13宗為貿易展覽，同期亦拒絕了89宗會議申請。於2012年全年，香港會議展覽中心有41日展期的場地達致飽和。2013年3月，香港會議展覽中心（管理）有限公司董事總經理梅李玉霞表示，香港會議展覽中心於2012年的參與展覽面積錄得雙位數增長，全年的展覽檔期幾乎接近飽和，即使在2月及11月等租務淡季，由於香港會議展覽中心提供租務折扣優惠，該段日子亦有檔期飽和趨勢。
2018年，林鄭月娥上任後的首份施政報告上，提出將灣仔三座政府大樓拆卸，即灣仔政府大樓、稅務大樓及入境事務大樓及港灣消防局用地，並將之改建與會展連結成為可互相通達和連成一體的「會展新翼」。初步估計，新增的相連會展設施面積約23,000平方米，設施上層可建酒店，作為會展相關設施，亦可建甲級辦公大樓，增補市場不足。
《2020年施政報告》宣佈會落實把灣仔北三座政府大樓和港灣消防局用地重建為會展設施、酒店和甲級寫字樓的計劃，預計2026年底前完成遷出，並於7年內建成新中心新會展中心預料可提供3萬平方米租用面積。

## 設施
香港會議展覽中心主要設施包括:
- 11個展覽廳，總面積66,000平方米

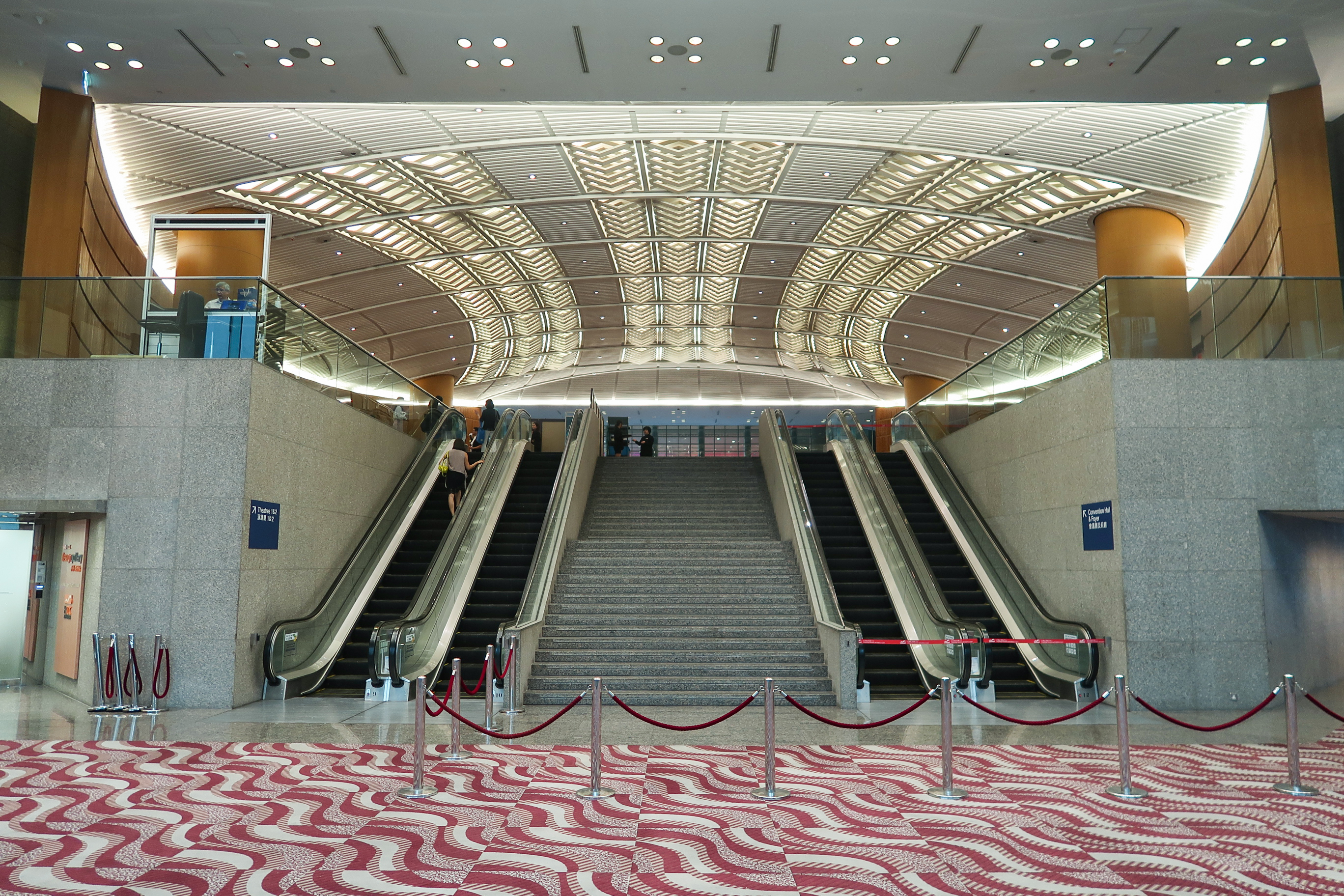
會展舊翼會議廳前廳

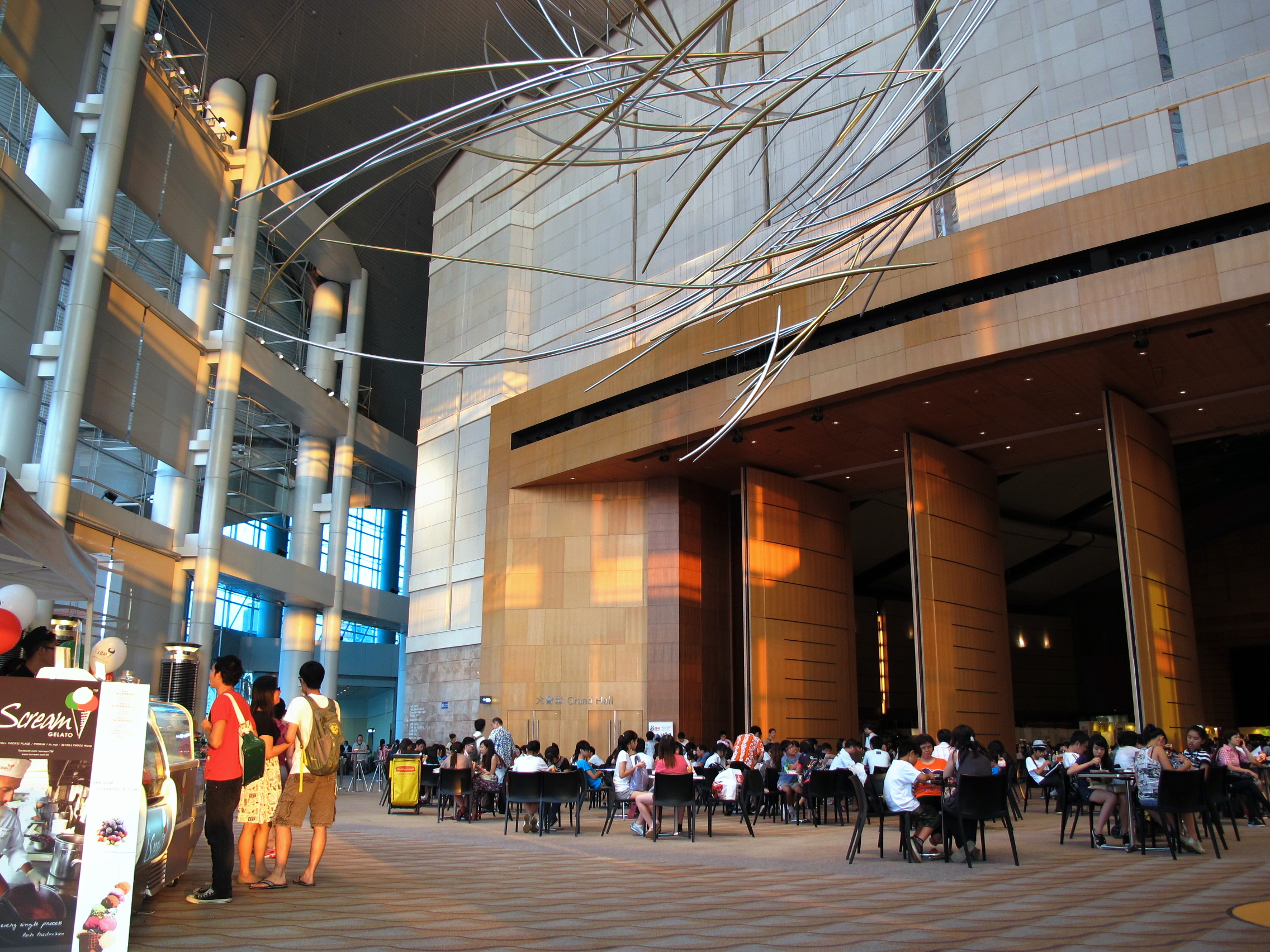
會展新翼大會堂前廳

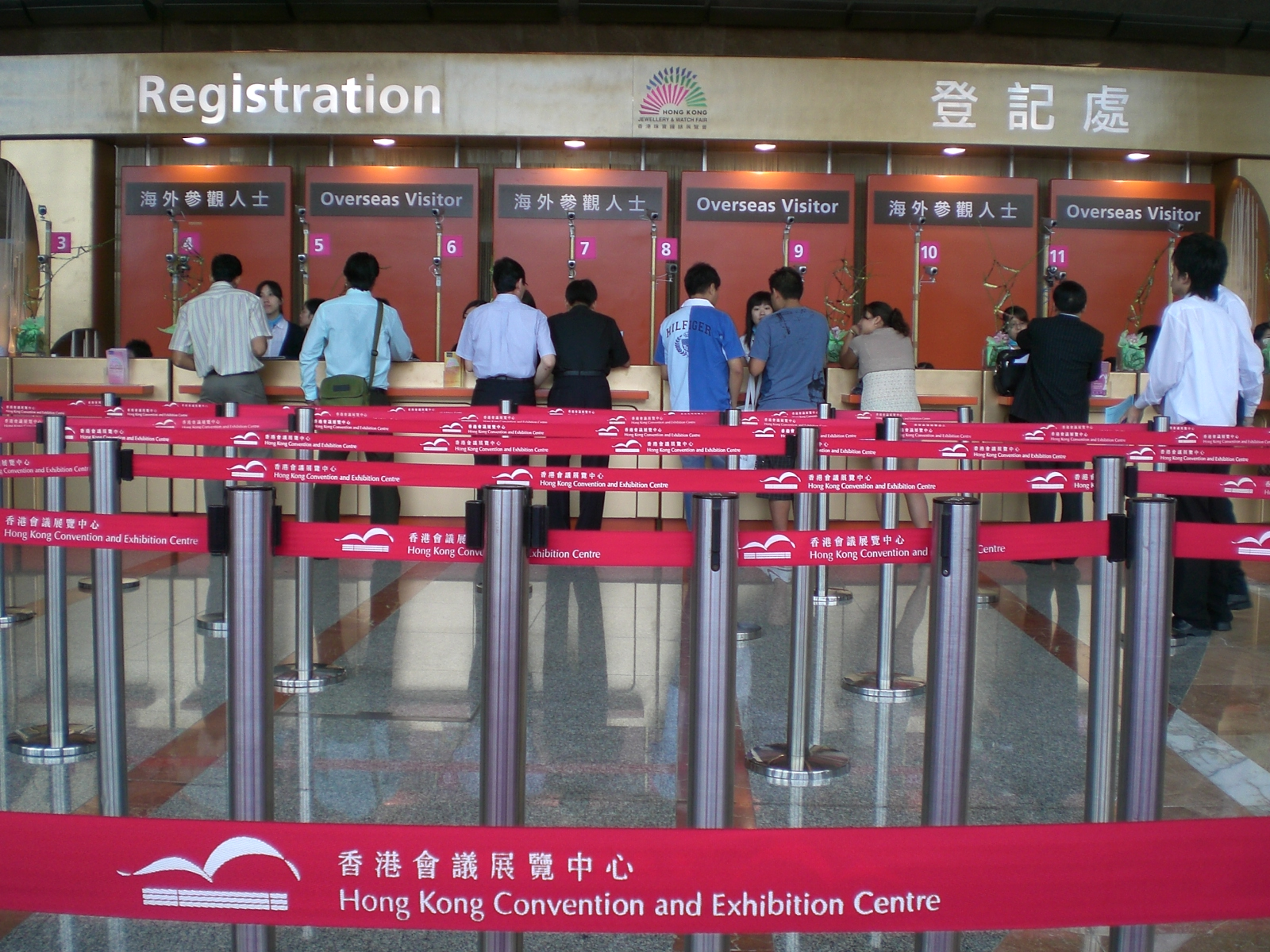
業內人士登記處

- 2個會議廳，總面積6,100平方米，座位6,100個
- 2個世界級會議廳前廳，面積1,740平方米
- 1個世界級大會堂前廳，面積2,094平方米
- 1個世界級大會堂，面積3,880平方米
- 2個演講廳，面積800平方米，座位1,000個
- 52個會議室，面積6,900平方米
- 7家各式中西餐廳，包括會景餐廳、金紫荊粵菜廳、港灣茶餐廳、港灣道Café、新滬坊、維港咖啡閣及意日閣，座位1,800個
- 商場、銀行、商務中心等相關設施
- 一家4星級酒店（萬麗海景酒店），共805間房間
- 一家5星級酒店（香港君悅酒店），共549間房間
- 一棟甲級辦公大樓（會展廣場辦公大樓）
- 服務式住宅（會景閣）
- 1,300個泊車位

會展供予租用總面積為63,580平方米，每天訪客流量可達140,000人。會展有架空行人道連鄰近的灣仔商業區，附近的公共交通工具包括有巴士、渡輪、港鐵等。

## 大型會議、展覽及活動

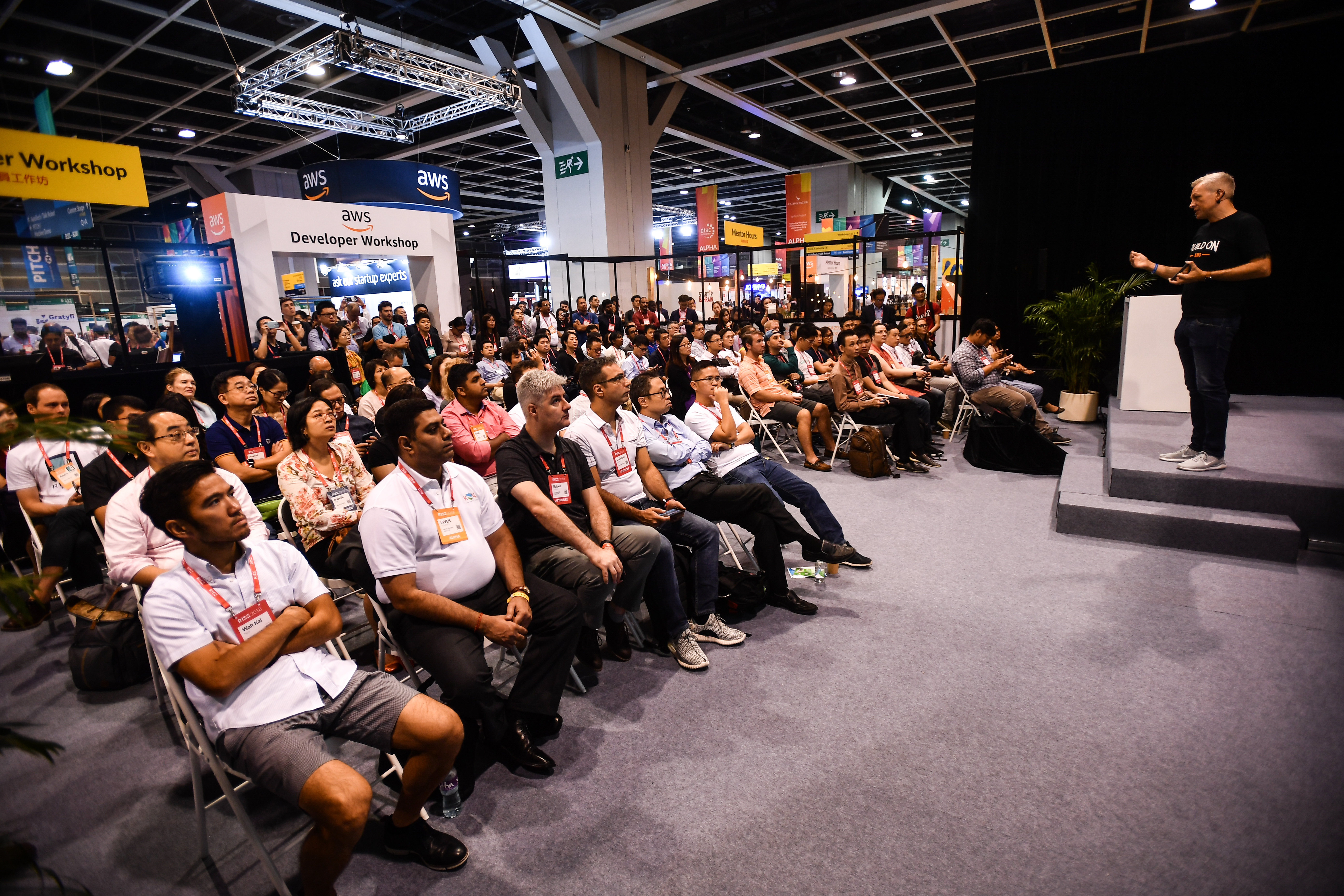
RISE 2018科技大會

自1988年正式啟用以來至2013年6月30日，已有共42,010項活動於會展中心舉行，出席總人次超過8,000萬，當中包括：
- 1989年——亞視煙花照萬家巨星獻禮、第8屆香港電影金像獎
- 1990年——第12屆十大中文金曲頒獎音樂會
- 1994年至2007年、2009年至2018年、2021年至今——新城勁爆頒獎禮
- 1995年、1998年至2006年、2009年至2019年——叱咤樂壇流行榜頒獎典禮
- 1997年——香港主權交接儀式、世界銀行年會
- 1999年2月5日至3月6日——張學友 友個人99世界巡迴演唱會
- 2000年——亞洲電信展 （页面存档备份，存于）
- 2001年——Music is Live Miriam 楊千嬅拉闊音樂會
- 2003年9月28日——Music is Live黃耀明 × 楊千嬅拉闊音樂會
- 2004年至2012年——邵逸夫獎頒獎禮
- 2005年8月3日——楊千嬅 × 林一峰拉闊音樂會
- 2005年9月16日——新城台慶全城盡興音樂會
- 2005年12月13日至18日——世界貿易組織香港部長級會議
- 2006年——2006年世界電訊展開幕式
- 2006年8月4日——拉闊黃金十年
- 2007年——2007年亞洲軌道協會年會
- 2008年——2008年度香港小姐競選
- 2011年——Android Ice Cream Sandwich全球發佈會
- 2012年——第100屆FDI世界牙醫聯盟周年會議
- 2012年——Mnet亞洲音樂大獎
- 2012年5月14日至17日──亞太郵聯執行理事會會議
- 2012年12月31日——新年·新世界·香港除夕倒數
- 2013年3月15至17日——「Afforable Art Fair Hong Kong」首度舉辦
- 2013年5月23日至26日——香港巴塞爾藝術展（Art Basel）首次登陸亞洲
- 2013年8月29日至31日——亞洲成人博覽（AAE）及亞洲性感內衣展（iLA）首次在香港展示
- 2013年8月24至25日——江蘇省人民政府主辦「江蘇產品萬里行香港展洽會」
- 2013年9月25至28日——瑞士日內瓦高級腕錶展「Watches& Wonders-Asia Haute Horlogerie」鐘錶與奇跡首次登陸亞洲
- 2013年10月6日——Canon Photo Marathon 2013佳能攝影馬拉松
- 2013年10月15日至17日——甬港經濟合作論壇
- 2013年——Mnet亞洲音樂大獎
- 2014年3月19日至20日——2014年亞洲智能卡及安全鏈接展覽會
- 2014年3月20至24日——Affordable Art Fair
- 2014年5月5至8日——第35屆亞洲賽馬會議
- 2014年9月（原定）——亞太經濟合作組織財政部長會議（其後中央政府將會議地點改為北京）
- 2014年——Mnet亞洲音樂大獎
- 2014年7月——李玟X赵增熹「Made In Hong Kong Live Concert」欢乐今宵演唱会
- 2015年6月2至3日——世界商業論壇，首次在香港舉辦
- 2015年8月21至23日——首屆國際設計家品展
- 2015年9月14至16日——3G/LTE 高峰會（2015 Qualcomm 3G/LTE Summit）
- 2018年7月9至12日——RISE 2018科技大會
- 2021年8月26日——新城30+集體回憶音樂會
- 2022年12月2日至4日——《AIA Presents: Ivana x Serrini Fairy Nice To Meet You Live 2022》
- 2022年12月20日至12月26日及2023年6月5日至6月17日——《Revisit張敬軒演唱會》
- 2023年3月16日——《流浪地球2》電影幕後交流會
- 2023年6月28日——《Sun Life永明金融獨家呈獻：Sun Live Music Show 2023》
- 2023年7月7日至10日——《FWD 富衛保險10周年 x HKT 呈獻 ：JER LAU “ACROSS THE UNIVERSE” IN MY SIGHT SOLO CONCERT 2023》
- 2023年8月30日——《網上行夢想系MOOV LIVE JEREMY》
- 2023年9月9日——信善紫闕玄觀．信善恩惠慈善基金誠意呈獻：「愛心滿東華」免費醫療服務捐助計劃暨慈善晚會
- 2023年11月3日——SSC 120th & SSCPS 85th Anniversary Gala Dinner
- 2023年11月18日至19日——MIRROR《12怪盜》電影互動體驗場
- 2024年12月6日——浪琴香港國際賽事歡迎晚宴
- 2025年1月25日——ERROR"WHAT'S GOING WRONG??" 2025
- 2025年2月15日至16日——陳柏宇LIFE IS LIVE演唱會

## 定期會議、展覽及活動

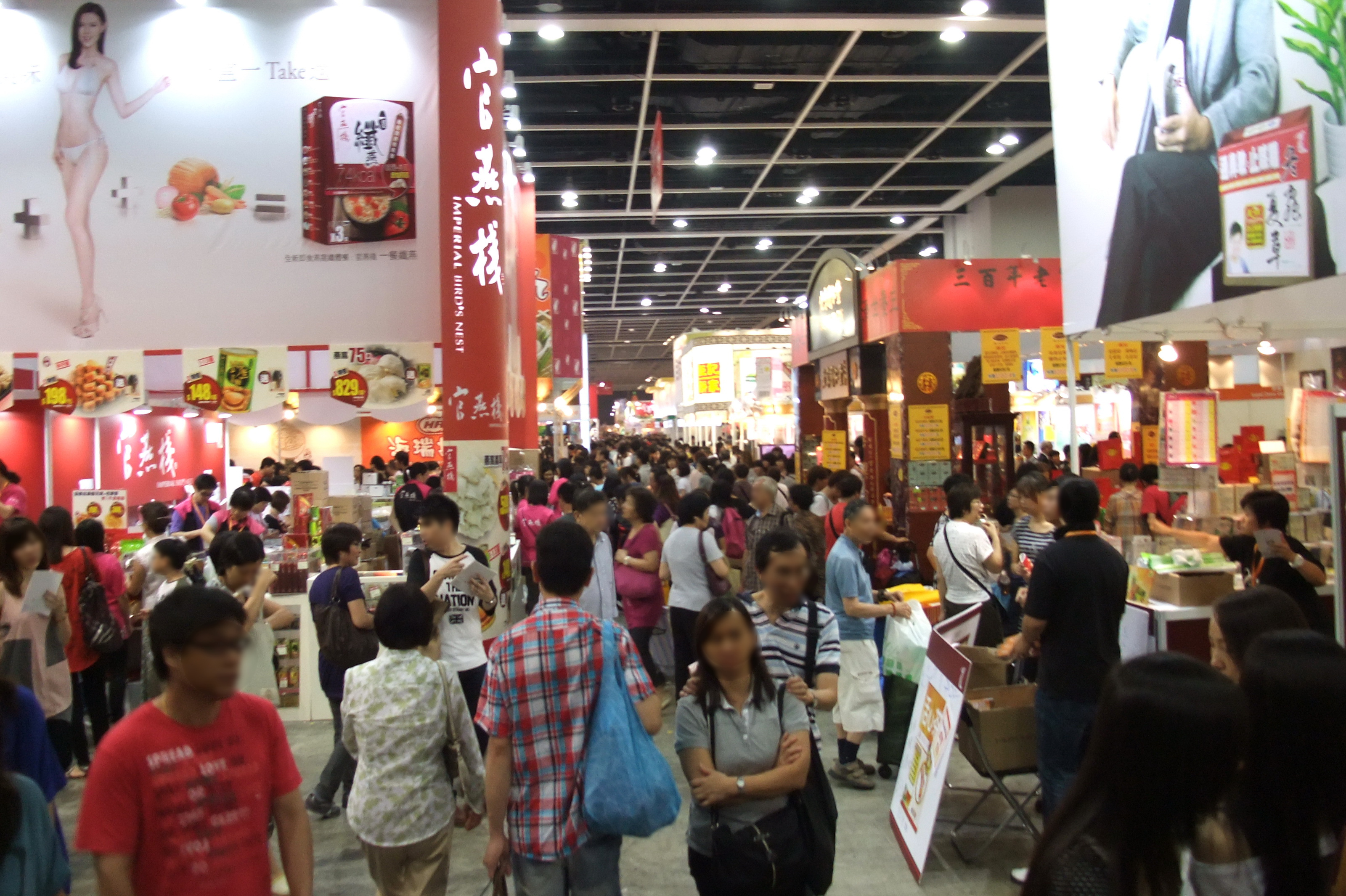
2011年香港美食博覽

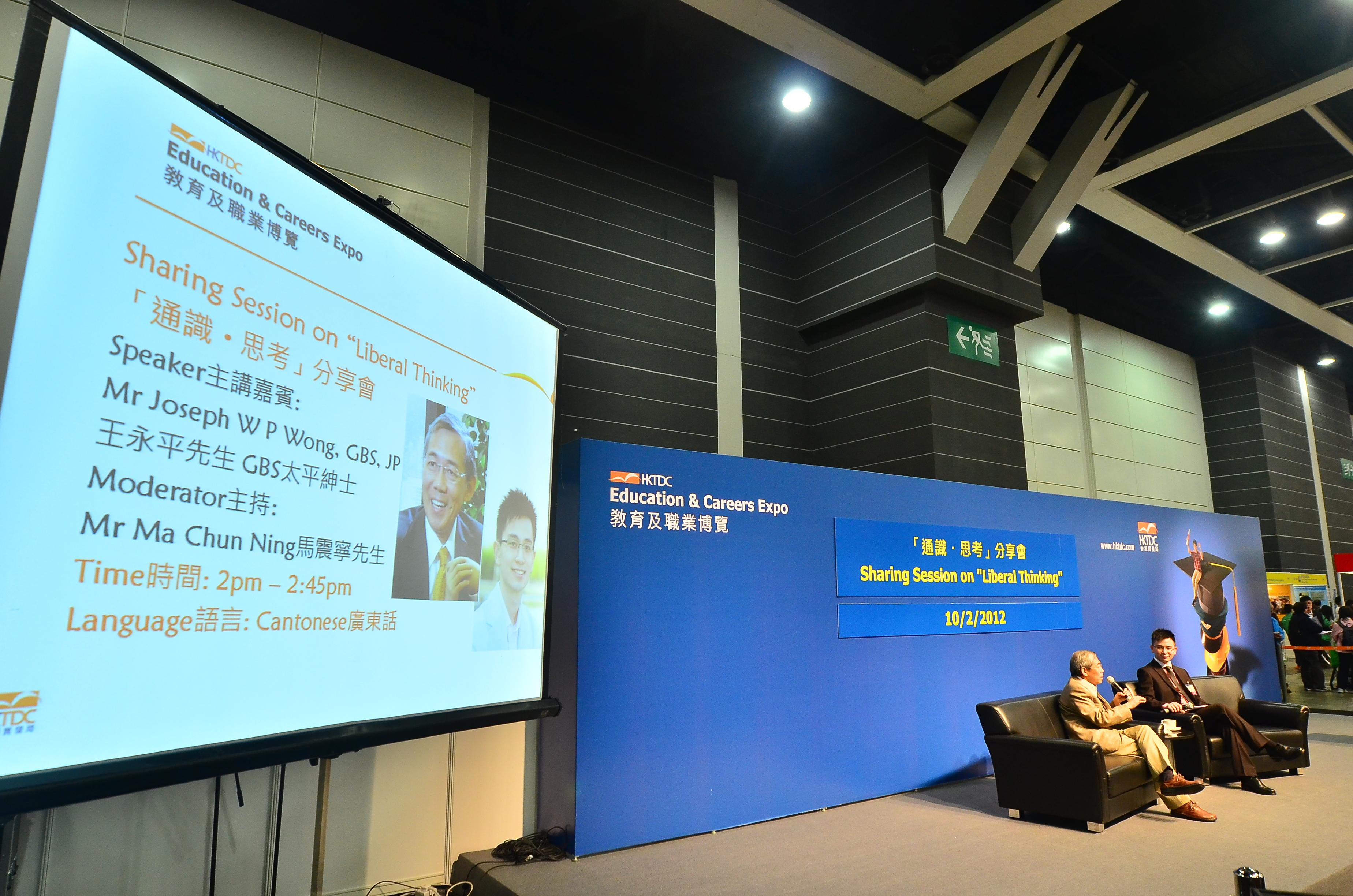
2012年教育及職業博覽

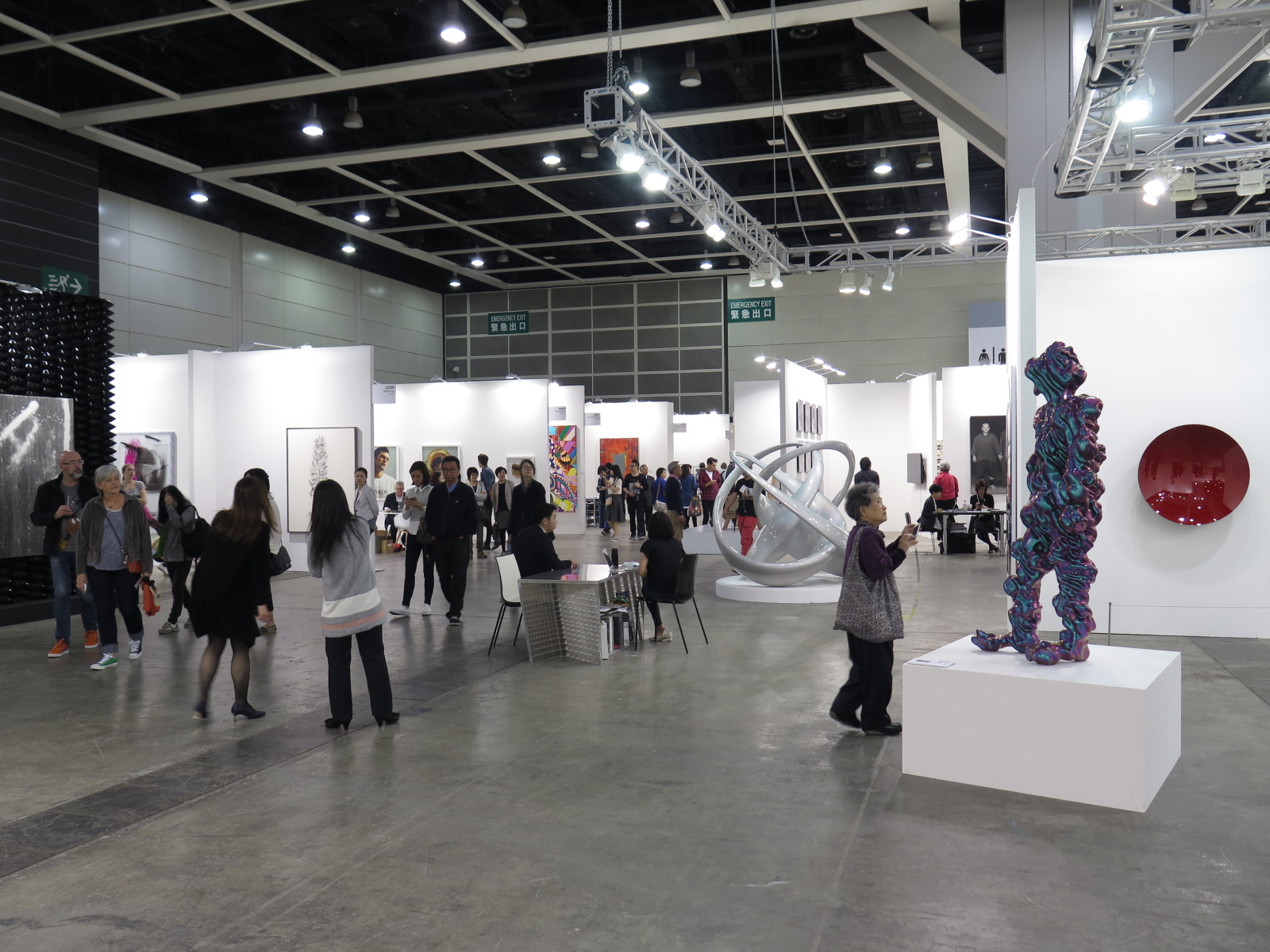
2015年巴塞爾藝術展

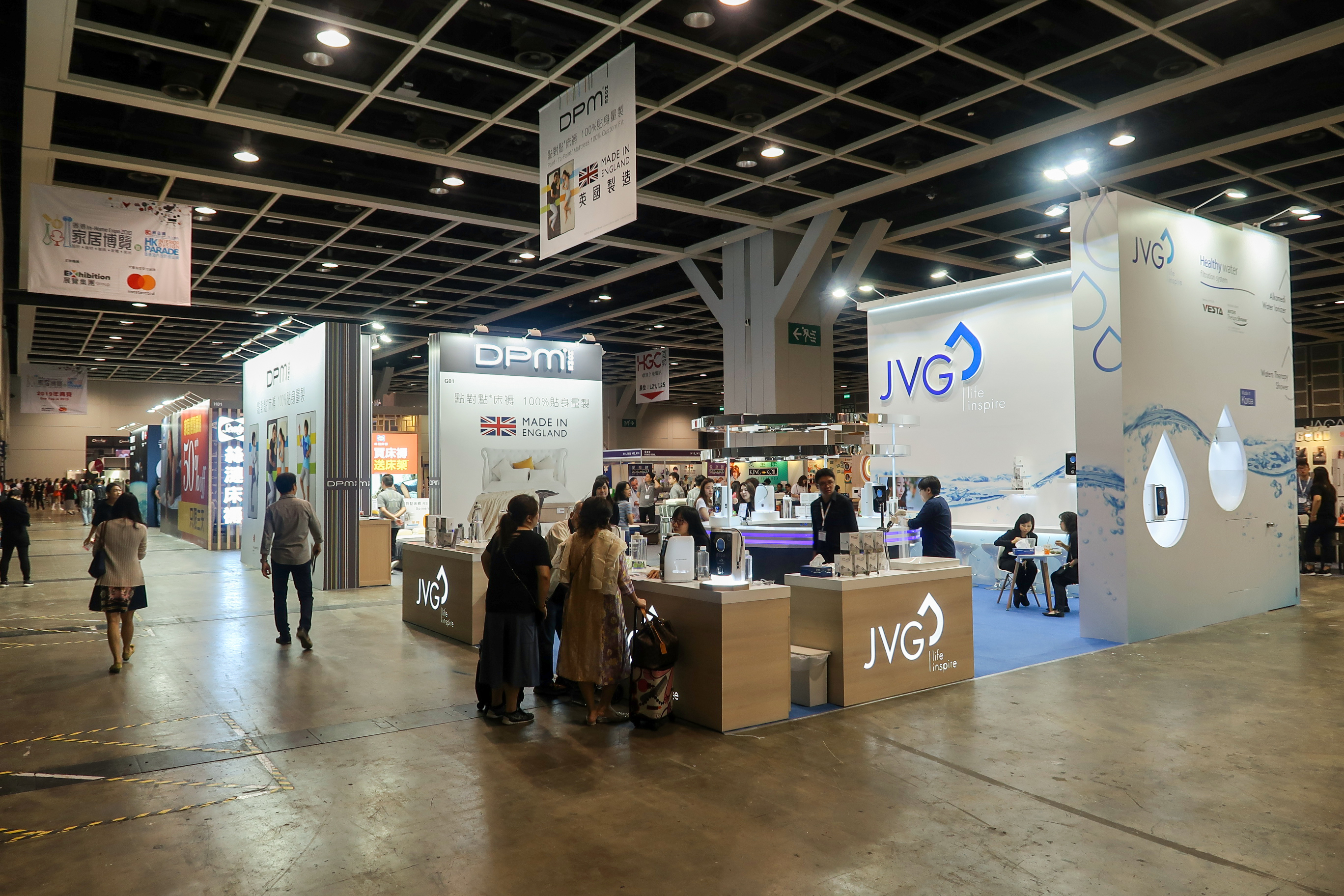
2018年香港家居博覽

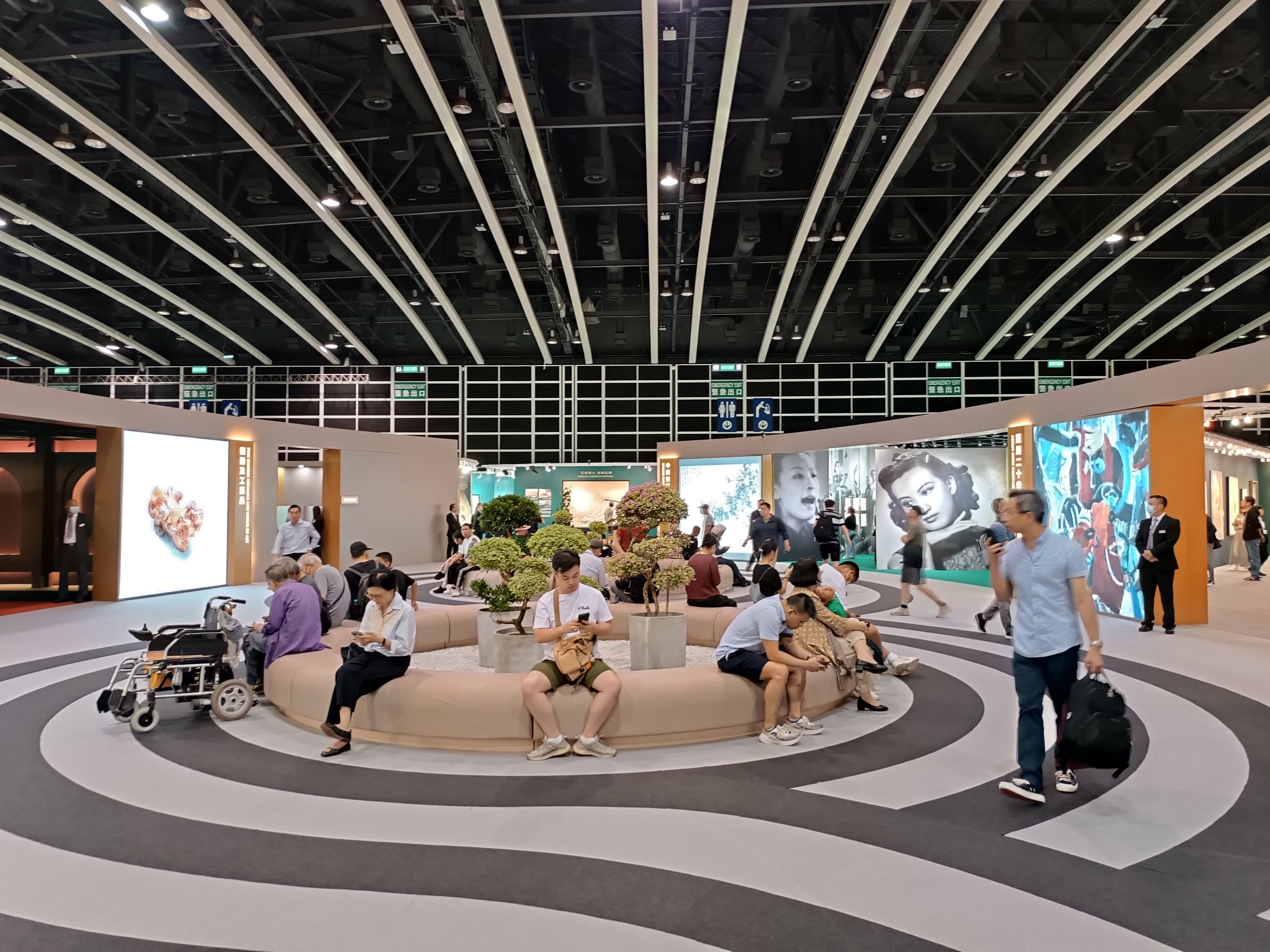
2023年中國嘉德國際拍賣

- 香港結婚節
- 香港冬季購物節
- 香港冬日美食節
- e世代電子消費品展
- 香港家居潮流博覽
- 香港車展（新版）及國際車品博覽
- 全港DSE模擬試（由遵理学校举办）
- 香港寵物節
- 教育及職業博覽
- 香港書展
- 香港動漫電玩節
- 全球展覽日
- 國際現代化中醫藥及健康產品展覽會
- 香港美食博覽
- 香港電腦通訊節
- 邵逸夫獎頒獎典禮
- 冬日美食嘉年華
- 新城勁爆頒獎禮
- 香港家庭用品展（只供業內人士）
- 香港禮品及贈品展（只供業內人士）
- HOFEX（只供業內人士）
- 中小企國際推廣博覽
- 佳士得香港春季/秋季拍賣會
- 蘇富比香港春季/秋季拍賣會
- 保利香港春季/秋季拍賣會
- 中國嘉德香港春季/秋季拍賣會
- 亞洲海鮮展
- 博鰲青年論壇（香港）
- 亞洲金融論壇
- C3日本動玩博覽
- 香港巴塞爾藝術展
- 每年舉行達8次的婚紗、結婚用品展覽
- 香港國際旅遊展
- 香港家居博覽
- 優質寵物用品展
- 一帶一路高峰論壇
- 亞洲素食展

## 環境保護
2011年7月，香港會議展覽中心（管理）有限公司開始與志願團體惜食堂合作，每日收集未上枱的食物，經過嚴格處理後，再經由惜食堂捐贈予低收入人士，合作一年來合共派發了446公斤食物。11月，香港會議展覽中心（管理）有限公司斥資26萬港元購買了一部廚餘處理機，每日可以將100公斤廚餘轉化為肥料，轉送予香港農業及學校需要。
2012年9月，香港會議展覽中心（管理）有限公司與獻愛長者慈善社合作，將未食用的麵包捐贈予老人院和有需要人士。
2010年代，香港會議展覽中心（管理）有限公司投資了約4千萬港元將所有燈泡、光管、冷氣及水龍頭等陸續更換成為新一代的節約能源產品，又聘請了兩間環境保護公司回收用以展覽用的建築廢料。

## 圖集

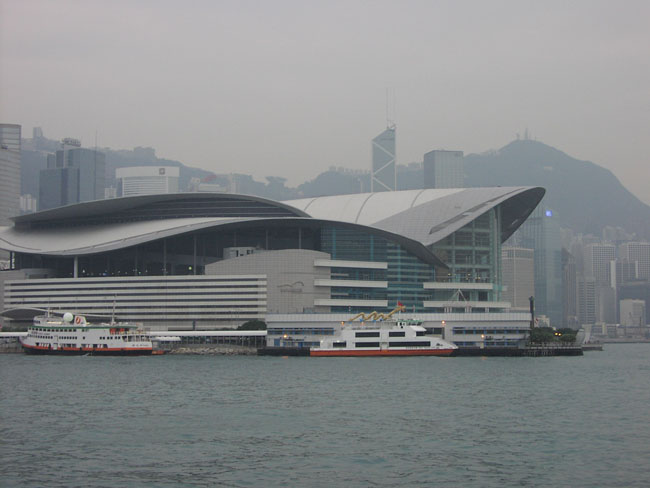
香港會議展覽中心新翼東側及毗鄰的香港旅遊發展局維港海上遊公眾碼頭，過去被視為灣仔碼頭的一部分
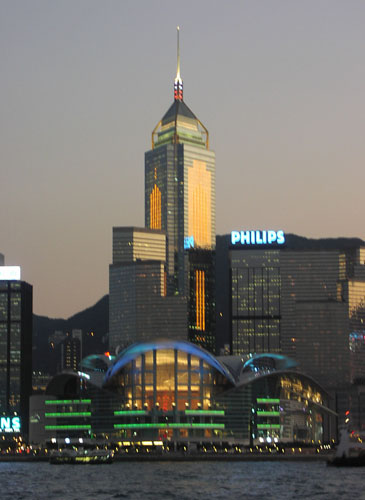
會展新翼是幻彩詠香江的參與建築物之一，傍晚燃起別出心裁的漸變燈飾
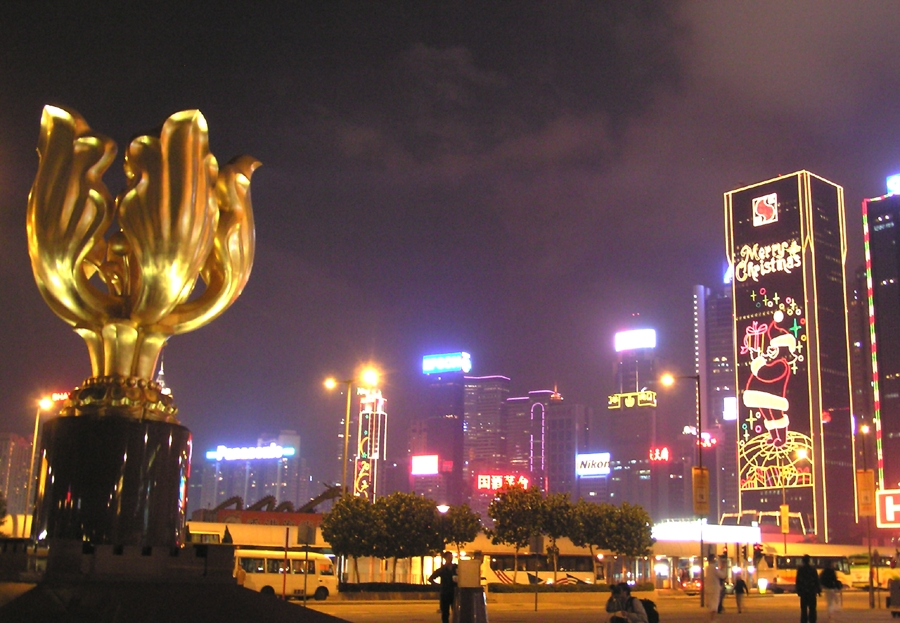
會展旁邊金紫荊廣場之夜景

## 外部連結
- 香港會議展覽中心 （页面存档备份，存于）
- 香港貿易發展局 （页面存档备份，存于）
- 香港會議展覽中心中庭擴建網站
- 香港會議展覽中心 iPhone Apps （页面存档备份，存于）
- 擴建前的香港會議展覧中心照片 （页面存档备份，存于）
- 完工的香港會議展覧中心新翼照片 （页面存档备份，存于）